# Franciscus Romanusweg
De Franciscus Romanusweg is een weg of straat in het centrum van de Nederlandse stad Maastricht. De ruim een kilometer lange, grotendeels parallel aan de Maas lopende weg heeft een divers karakter dat varieert van rustige stadsstraat tot drukke verkeersweg. Tussen de Franciscus Romanusweg en de Maas ligt het Griendpark. De bebouwing, waaronder vijf rijksmonumenten en dertien gemeentelijke monumenten, bevindt zich hoofdzakelijk aan de oostzijde van de straat.

## Naamgeving
De weg is sinds 1903 genoemd naar Franciscus Romanus (1647-1735), een dominicaan, architect en bruggenbouwer, die onder andere de Sint Servaasbrug in Maastricht restaureerde en de Pont Royal in Parijs herbouwde. In Frankrijk is hij bekend als frère François Romain. Enkele zijstraten van de Franciscus Romanusweg en diverse andere straten in de buurt zijn eveneens genoemd naar beroemde Maastrichtenaren uit de zeventiende, achttiende en negentiende eeuw.

## Ligging
De weg ligt op de rechter Maasoever in Sint Maartenspoort, een buurt in het noordoosten van het Maastrichtse stadscentrum. De ongeveer 1250 m lange weg loopt min of meer van zuid naar noord tussen de Oeverwal en de Noorderbrug. Het noordoostelijk deel sluit tevens aan op de Viaductweg. De straat telt aan de oostzijde negen zijstraten. Van zuid naar noord zijn dat: de Sint Maartenslaan, de Wilhelminasingel, de Louis Loyensstraat, de Sint Antoniuslaan, de Karel Vogelstraat, het Schildersplein (via de poortdoorgang), de Antonius Bieleveltstraat, de François de Veijestraat en de Nieuweweg (die deels parallel loopt aan de Franciscus Romanusweg). Aan de westzijde kan de Wilhelminabrug als enige zijstraat worden beschouwd; de Franciscus Romanusweg voert er gedeeltelijk onderdoor, gedeeltelijk ernaartoe (komend uit het noorden). Bijna aan het einde van de weg, na de bocht naar het oosten, is er nog een zijstraat aan de noordzijde: de Borgharenweg.

## Verkeer en inrichting
De Franciscus Romanusweg, uitgezonderd het korte zuidelijke deel, heeft een belangrijke functie voor het doorgaand verkeer op de oostelijke Maasoever. De weg verbindt het stadsdeel Wyck met de Viaductweg en de Noorderbrug, die onderdeel zijn van de Ring Maastricht. In de hele straat is gemotoriseerd verkeer in beide richtingen toegestaan. Parkeren mag uitsluitend op de aangegeven plaatsen tegen betaling (bij parkeerautomaten). Onder het Griendpark bevindt zich een openbare parkeergarage, waarvan de toegang zich aan de noordzijde van het park bevindt, tegenover de Antonius Bieleveltstraat.
De Franciscus Romanusweg kent een zeer diverse inrichting. Van zuid naar noord verandert het karakter geleidelijk van rustige binnenstadsstraat naar drukke verkeersweg. In het zuidelijk deel (ten zuiden van de Wilhelminabrug) is de weg ingericht als een typisch Maastrichtse centrumstraat met een bestrating van kasseien. De straat heeft hier al een vrij breed profiel van 15 à 20 meter. Aan beide zijden is ruimte voor haaks parkeren. Aan de westzijde ligt de Kleine Griend, een klein park met een trappartij aan de Maas. Hier zijn enkele sculpturen geplaatst, die onderdeel waren van de in 1944 verwoeste Wilhelminabrug. Aan het einde bevindt zich een vrij smal viaduct met een doorrijhoogte van 3,2 meter, dat het zuidelijk straatdeel verbindt met de rest van de Franciscus Romanusweg, maar dat voor het gemotoriseerd verkeer slechts in één richting (vanuit het noorden) toegankelijk is.
Het middendeel van de weg, tussen de Wilhelminabrug en de bocht bij de Maasoever, heeft een boulevard-achtig karakter met twee rijbanen, een vrijliggende ventweg (aan de kant van de huizen, tussen de Wilhelminabrug en de Sint Antoniuslaan) en aan beide zijden fietsstroken en voetpaden. De scheiding tussen de ventweg en de hoger liggende oprit naar de Wilhelminabrug wordt deels gevormd door een met heesters beplante hoge berm, deels door een met Kunradersteen bekleed muurtje met een ijzeren balustrade. Tegenover de Louis Loyensstraat wordt dit muurtje onderbroken door een trap. De straat heeft in dit deel een standaardinrichting met asfaltbestrating, betonnen stoeptegels en betonklinkers voor de parkeerstroken. Aan de kant van de bebouwing zijn parkeerstroken voor langsparkeren. Waar bomen aanwezig zijn, staan die merendeels aan de westzijde van de straat. Bij het Griendpark staat een dubbele rij rode beuken. In het park bevindt zich aan de zijde van de Franciscus Romanusweg onder meer een jeu-de-boulesbaan, een skatepark en een 'Cruyff court'.
Het noordelijk deel van de weg, vanaf de bocht tot aan de Viaductweg, loopt parallel met de aanlanding van de Noorderbrug en heeft het karakter van een toerit. Het verkeer heeft hier alle ruimte. Aan de zuidzijde ligt een vrijliggend fietspad voor tweerichtingsverkeer; voetpaden ontbreken. De kruisingen met de Borgharenweg / François de Veijestraat en Noorderbrug / Viaductweg zijn ruim opgezet en uitgerust met verkeerslichten. Bij eerstgenoemde kruising ligt een viaduct waar de Noorderbrugaanlanding overheen loopt; bij laatstgenoemde kruising mag het verkeer op de Franciscus Romanusweg uitsluitend rechts afslaan.

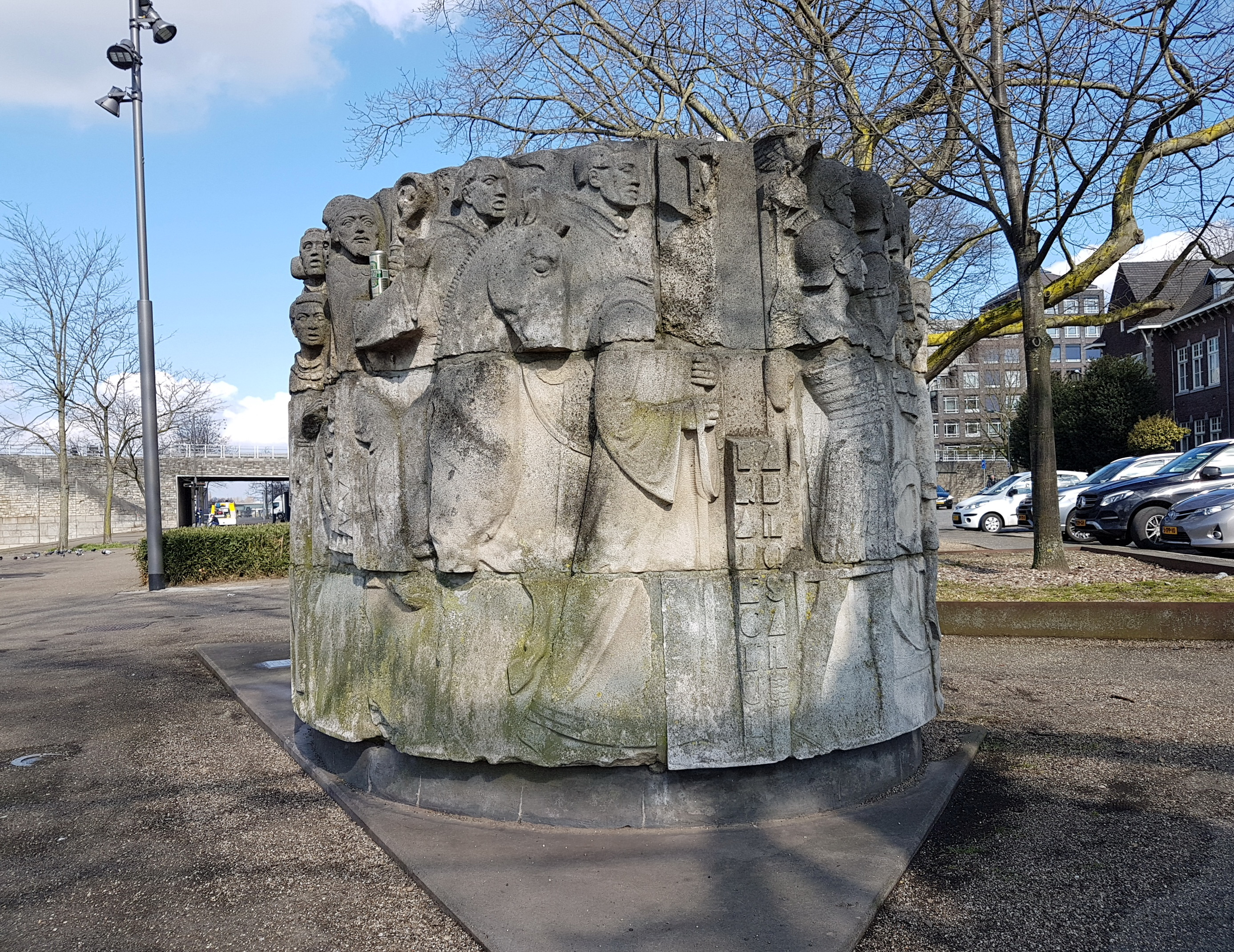
Relict oude Wilhelminabrug op de Kleine Griend
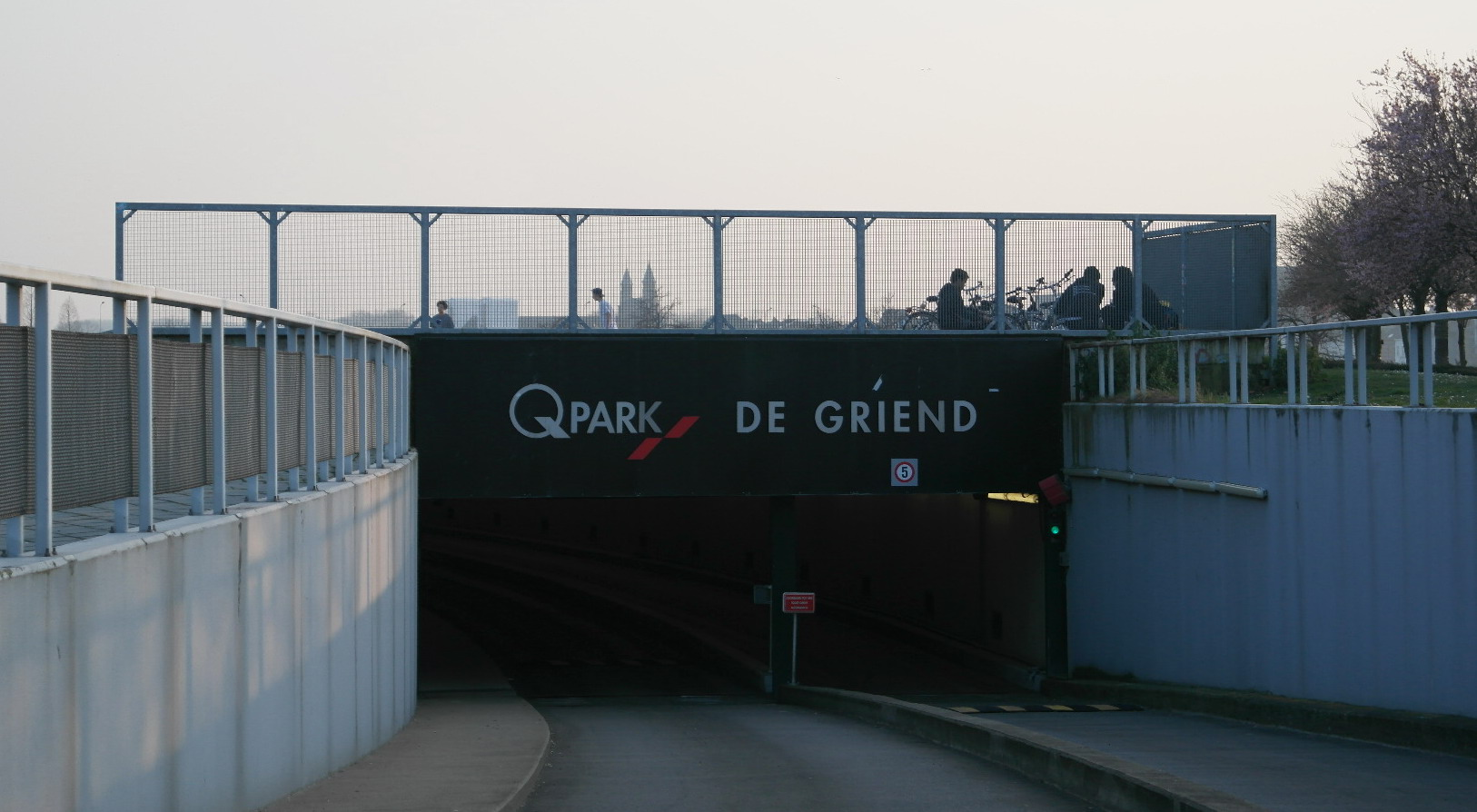
Parkeergarage De Griend
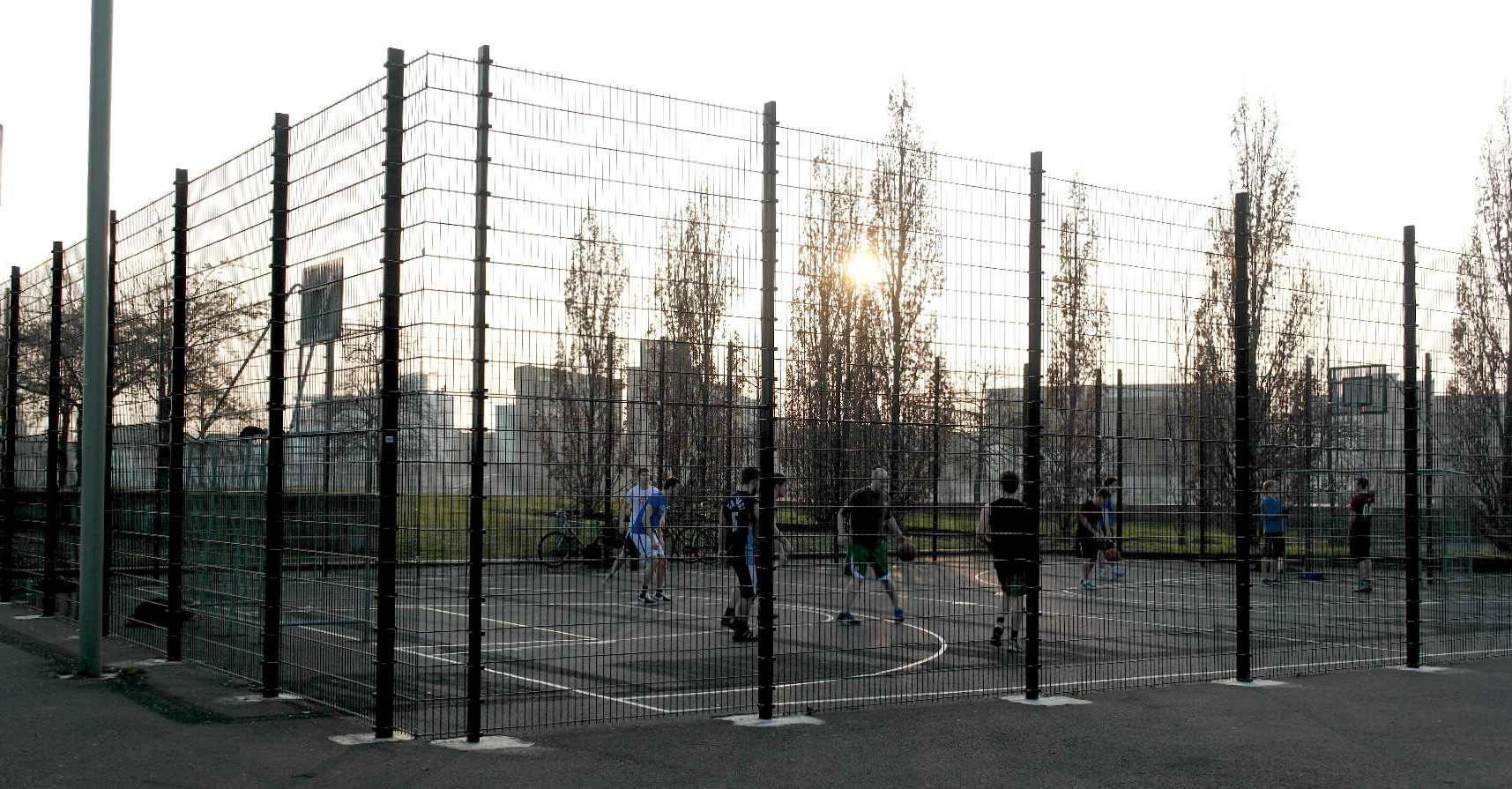
Cruyff court Griendpark
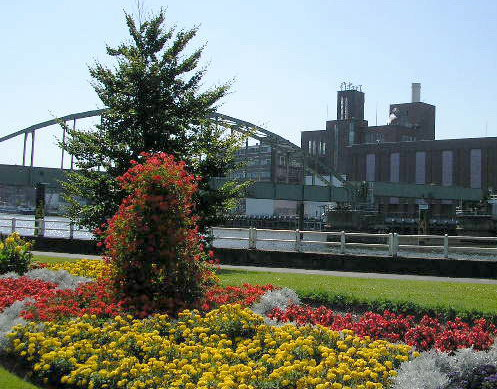
Plantsoen in de bocht bij de Spoorbrug

## Geschiedenis

### Voorgeschiedenis, vestinggordel
Of de Franciscus Romanusweg een middeleeuwse oorsprong heeft, is niet duidelijk. Mogelijk is een voorloper van de weg te zien op het panorama van Maastricht in vogelvlucht, dat de Maastrichtse kanunnik Simon de Bellomonte omstreeks 1570 tekende en dat in 1575 gepubliceerd werd in de atlas Civitates orbis terrarum van Braun & Hogenberg. De Bellomonte tekende een weg die vanaf de Sint-Maartensbuitenpoort langs de Maas naar het noorden liep. De weg lag op enige afstand van de Maasoever, die toen een stuk oostelijker lag. In de Maas is het Sint-Antoniuseiland te zien, genoemd naar de patroonheilige van de antonieten, die aan de overkant van de rivier (nr. 12 op het panorama) hun klooster hadden.

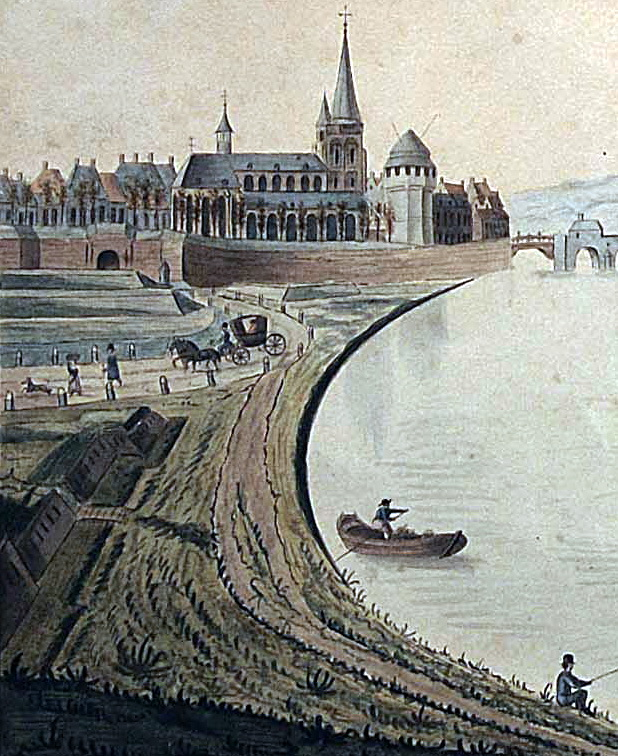
Gezicht op Wyck vanuit het noorden (Ed. Sobels, 1826). Op de voorgrond de voorloper van de Franciscus Romanusweg

Begin zeventiende eeuw werd een begin gemaakt met de bouw van buitenwerken, waardoor Wyck in de eeuwen daarna steeds meer ingekapseld raakte. In de directe omgeving van de Franciscus Romanusweg verrezen achtereenvolgens: de lunet Sint-Anthony (A op de maquette), gebouwd in ca. 1632-1645, het bastion Zoutelande uit 1705 (C), het bastion Hertell uit 1729 (B) en het bastion De Veye uit 1778-1779 (D, nog niet gebouwd). Op de door de Fransen omstreeks 1750 gebouwde maquette van Maastricht – en de tussen 1974 en 1977 vervaardigde kopie in het Centre Céramique te Maastricht – zijn deze vestingwerken duidelijk te herkennen. Van een weg langs de Maasoever is geen sprake meer.
Op een tekening van Eduard Sobels uit 1826 is te zien hoe vanaf de Sint-Maartenspoort een weg om de lunet Sint-Antony naar de Maas afboog, om daarna vóór het bastion Hertell een vrije scherpe bocht naar het oosten te maken. Verder naar het noorden loopt een pad langs de Maas. Op de kadasterkaart van 1842 bestaat deze situatie nog steeds. De afslag naar het oosten blijkt samen te vallen met de huidige Sint Antoniuslaan. Het is niet bekend of deze weg al geplaveid was. Wel is duidelijk dat het gedeelte van de Franciscus Romanusweg tussen de Wilhelminabrug en de Sint Antoniuslaan al oud is.
De gemeentegrens van Maastricht liep in de negentiende eeuw langs de onderrand van het glacis, de afgeschuinde aarden wal die rondom de gordel van vestingwerken lag. Het gebied daarbuiten behoorde tot de annexatie van 1920 bij de gemeente Meerssen. Op de kadasterkaart van 1842 is te zien dat alleen het noordoostelijk deel van de Franciscus Romanusweg op Meerssens grondgebied lag; de rest behoorde bij Maastricht. Het Maastrichtse deel was grotendeels eigendom van het Departement van Oorlog, met uitzondering van één perceel dat ten westen van de huidige Franciscus Romanusweg lag, ongeveer tussen de Sint Antoniuslaan en de Karel de Vogelstraat. Dit perceel was privé-eigendom en behoorde toe aan het 'Gesticht der Familie Kerens de Wijlre en Vandervrecken'. Het gedeelte van het tracé op Meerssens grondgebied was verdeeld in kleinere percelen. Eigenaren waren, van west naar oost: Mathijs Smeets (smid te Op de Beck), Cornelia Schrammen (rentenierster te Maastricht), Thomas Regout (fabrikant te Maastricht) en de 'Fabrijk St. Martin' (de kerkfabriek van de Sint-Martinuskerk). De kaart laat tevens zien dat de Maasoever samenviel met de Franciscus Romanusweg.
Er mocht zo dicht bij de vestingwerken uiteraard niet gebouwd worden, hoewel een uitzondering werd gemaakt voor gebouwen die bij oorlogsdreiging snel afgebroken konden worden. Ook werd een uitzondering gemaakt voor de spoorwegen, die vanaf 1853 in deze omgeving werden aangelegd. In 1856 werd spoorlijn 20 naar Hasselt in gebruik genomen, die dwars door dit gebied liep (en loopt). De locomotief moest zich als het ware een weg banen tussen de nog in functie zijnde bastions Zoutelande en De Veye door en stoomde daarna de 194 meter lange Spoorbrug op.

### Sloop vestingwerken, planvorming, eerste bebouwing
Na de opheffing van de vesting in 1867 begon de ontmanteling van Wyck. Eerst werden de stadsmuur en de stadspoorten gesloopt; daarna volgden de buitenwerken. De lunet Sint-Anthony werd al in 1869 geslecht; de bastions Hertell, Zoutelande en De Veye in 1884. Voor de stadsuitbreiding op de voormalige vestingterreinen in Wyck werden talloze plannen gemaakt. De nadruk lag aanvankelijk op een goede bereikbaarheid van de stations van de diverse spoorwegmaatschappijen. Tot circa 1885 moesten reizigers voor het station van Grand Central Belge gebruik maken van een provisorisch aangelegd pad, dat vanaf de Oeverwal met een boog naar het spoor liep. De op de kadasterkaart van 1842 aangegeven weg naar Meerssen, deels samenvallend met de Franciscus Romanusweg en de Sint Antoniuslaan, was door de aanleg van het spoorwegemplacement en het ontbreken van een overweg onbruikbaar geworden. De nieuwe overweg kwam veel zuidelijker te liggen, in het verlengde van de geplande Percée, na 1912 bij de Scharnerweg en Heerderweg.
In de plannen van stadsarchitect W.J. Brender à Brandis uit de jaren 1880 is te zien dat de hoofdstructuur van de nieuwe Stationswijk zou bestaan uit twee assen: de 'Stationsweg' (de verlengde Wycker Brugstraat en de Stationsstraat) en de 'Singelweg' (de Wilhelminasingel). Het Sterreplein is hier nog een rechthoekig plein, wel al met vijf radiaalstraten. Ten noorden daarvan ligt de Sint Antoniuslaan, op de plattegrond aangegeven als "Vervallen weg naar Meerssen". De nog aan te leggen Franciscus Romanusweg heeft nog geen duidelijke vorm aangenomen. De afgraving van het Sint-Antoniuseiland moest nog beginnen.
Door vertraging van de zijde van het Domeinbestuur werden de vestinggronden pas in 1881 aan de gemeente overgedragen. Daarna moesten delen van het gebied, die in het winterbed van de Maas lagen, nog worden opgehoogd. De benodigde aarde was deels afkomstig van het Sint-Antoniuseiland, dat vanaf 1884 werd afgegraven, een proces dat pas in 1895 was voltooid. Een klein deel van het eiland bleef behouden (het westelijk deel van het huidige Griendpark). De geul tussen het eiland en het vasteland werd opgevuld, waardoor de Maasoever een stuk naar het westen opschoof. Het nieuwe gebied werd de Griend genoemd, naar een oude benaming voor het eiland.
De Franciscus Romanusweg is waarschijnlijk in deze periode tot stand gekomen, waarbij gebruik zal zijn gemaakt van bestaande wegdelen. Op een kaart uit 1892, behorend bij een bestek van Rijkswaterstaat voor "Voortzetting der rivierverbetering bij Maastricht", is de toenmalige situatie te zien. Van de "Weg van Borgharen naar Maastricht" langs de oude Maasoever ontbreekt het gedeelte ten noorden van Wyck. Op de kaart staat hier vermeldt: "Te maken invulling"; waarschijnlijk was hier de inlaat van de oude stadsgracht. Op het nog aan te vullen weggedeelte stond een "Afgebroken huisje". Ter plekke van de Maasresidentie bevond zich de "Stads mestplaats" en waar nu de Wilhelminasingel ligt het "Groot stads riool". In de buurt van de Sint Antoniuslaan lag al enige bebouwing. Daarnaast lag het "Terrein van J. van Beneden". Helemaal links op het plattegrondje is de Spoorbrug te zien. Aan de zuidzijde van het spoor lag de vloertegelfabriek van Alfred Regout & Co. uit 1888 en ten noorden daarvan het ommuurde fabriekscomplex van de Maastrichtsche Zinkwit Maatschappij uit 1880. Vanaf het Zinkwitterrein liep een weg naar het oosten, mogelijk de Nieuweweg, die al in 1920 bij de annexatie van het gebied door Maastricht zo genoemd werd.
Door de verschuiving van het stationsgebied naar het zuiden werden de plannen voor het gebied ten noorden van de Sint Maartenslaan minder urgent. De woningbouw kwam hier pas na 1900 op gang. Aan de weg naar Borgharen, vanaf 1903 Franciscus Romanusweg genaamd, werden herenhuizen en middenklassewoningen gebouwd, afgewisseld met enkele scholen en, vanaf 1919, de Gemeentelijke Zweminrichting (al na vijftien jaar vervangen door het Sportfondsenbad).

### Latere ontwikkelingen
Omdat de Maas een grillige regenrivier is, deden zich in grote delen van Wyck geregeld overstromingen voor, zoals op een foto van de Franciscus Romanusweg uit 1926 is te zien. Door de kanalisatie van de rivier en de demping van de Oude Maasarm in het Wyckerveld gedurende de werkverschaffing in de jaren 1930, is de kans op hoogwater aanzienlijk afgenomen.

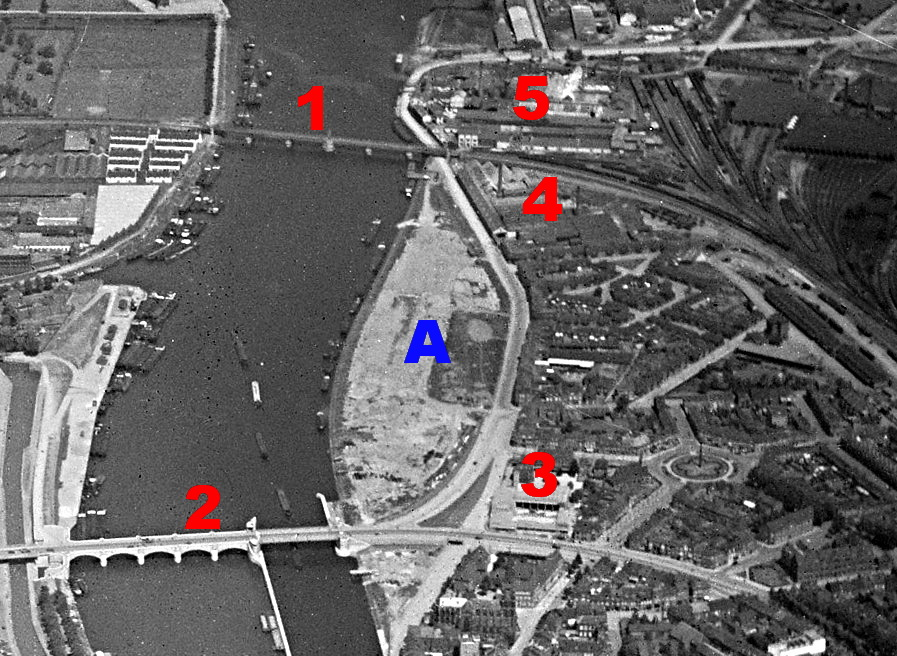
Detail luchtfoto (1934). In het midden de Griend (A) en de Franciscus Romanusweg, die rechtsboven aansluit op de Viaductweg.
De Wilhelminabrug (2) en het Sportfondsenbad (3) zijn fonkelnieuw. Bij de Spoorbrug (1) de Rema (4) en de Zinkwit (5)

De bouw van de Wilhelminabrug ging na jarenlange discussies in 1930 van start. Omdat er geen hefconstructie was voorzien, moest de brug vrij hoog worden en de opritten daarmee vrij lang. Op de oostelijke oever sloot de brug aan op de Wilhelminasingel. De Franciscus Romanusweg dreigde in twee doodlopende straten geknipt te worden. Het probleem werd op twee manieren opgelost: enerzijds door de bouw van een viaduct onder de aanlanding, anderzijds door de aanleg van een oprit op een dijklichaam vanaf het noordelijk deel van de Franciscus Romanusweg. Ondanks de gecompliceerdheid van het project – de inpassing op de westelijke oever was een nog grotere opgave – werd de klus in twee jaar geklaard. Daarna volgde de aanleg van de aansluitende Viaductweg (1933-1936), waardoor de Franciscus Romanusweg een belangrijke verkeersader werd. In mei 1940 blies een eenheid van het Nederlandse leger de stalen overspanning van de brug aan de Wyckse kant op, wat de Duitse opmars nauwelijks vertraagde, omdat ze verder naar het noorden, ter plekke van de latere Noorderbrug, vliegensvlug een pontonbrug neerlegden. Op 13 september waren het de Duitsers die de Wilhelminabrug opbliezen; deze keer grondig. Nadat de brug door het Amerikaanse leger enigszins was hersteld, volgde een min of meer complete herbouw in 1957-1960. In 1961 werd de aansluitende straten opnieuw ingericht. In 1987 werd het viaduct opnieuw aangelegd.

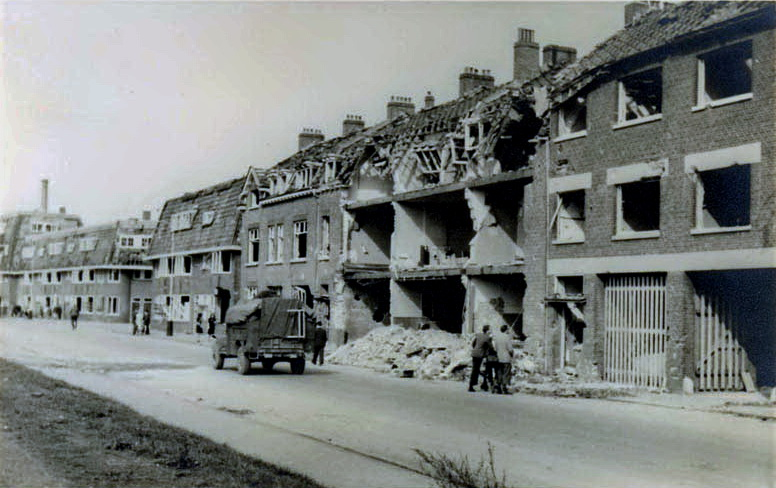
Verwoeste huizen aan de Franciscus Romanusweg na het bombardement, 1944

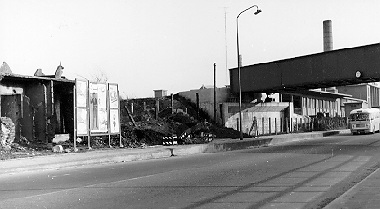
Spoorbrug met verlaten Zinkwitterrein vanuit het noorden, 1961

Op 18 augustus 1944 werd bij een geallieerde luchtaanval door twaalf Amerikaanse B-17 "Flying Fortresses" een groot deel van het naburige 'Roed Dörp' ("Rode Dorp") verwoest. Er waren 75 doden en vele gewonden te betreuren. Ook aan de Franciscus Romanusweg was de schade enorm. Enkele huizen, alsmede de fabriekscomplexen van de Maastrichtsche Zinkwit Maatschappij en de tegelfabriek REMA werden totaal verwoest. De Spoorbrug, het eigenlijke doel van het bombardement, werd gemist, maar werd enkele weken later door de terugtrekkende Duitsers opgeblazen, tegelijk met de Wilhelminabrug.
De verwoeste Remafabriek werd na de oorlog herbouwd. In 1950 werd een nieuw, nog bestaand kantoorpand in gebruik genomen. In 1965 werd de fabriek overgenomen door de grotere buurman Mosa. Kort daarna werd de productie op deze locatie gestaakt. Later vestigden enkele grootschalige detailhandelszaken zich hier (onder andere Action, MediaMarkt, Jumbo en – iets verderop – Aldi).
Het naastgelegen, totaal verwoeste fabrieksterrein van de Zinkwit lag jarenlang braak. Het bedrijf bleef wel actief in Maastricht, maar uitsluitend op de locatie in Limmel. Omstreeks 1965 werd het terrein gesaneerd en bouwde de Provinciale Limburgse Elektriciteits-Maatschappij (PLEM) er een modernistisch ogend kantoor. Aan de achterkant werd een nieuwe straat aangelegd, de François de Veijestraat. Na de verhuizing van de PLEM naar Randwyck in 1983 maakte Rijkswaterstaat enige tijd gebruik van het gebouw. Na enkele jaren leegstand werd er in 1999 een asielzoekerscentrum gevestigd. Ten tijde van burgemeester Gerd Leers (omstreeks 2009) toonde de Hilton hotelketen kortstondig belangstelling voor het gebouw. Uiteindelijk kwam het asielzoekerscentrum terug en werd het gebouw in 2019-2020 voor die functie grondig verbouwd en uitgebreid.
Van 1953 tot 1966 was op de Griend de helihaven van de luchtvaartmaatschappij Sabena gevestigd, die lijndiensten per helikopter onderhield met de Helihaven van Brussel. Aan de noordzijde van de Griend vestigde zich in 1953 het garagebedrijf Jos Janssen, later autobedrijf Jean Stegen. In 1973 nam de Maastrichtse gemeenteraad het voorstel van eigenaar Jan Huynen aan om de Eurohal over te brengen van Valkenburg naar Maastricht. Begin 1974 werd de hal in zes weken opgebouwd op de Griend. In 1988 werd in Randwyck het veel grotere congres- en beurzencentrum MECC geopend. Drie jaar later werd de Eurohal gesloopt. In 1999 werd hier het Griendpark opgeleverd, inclusief parkeergarage. In het park is de helipad (een omcirkelde H) bewaard gebleven.

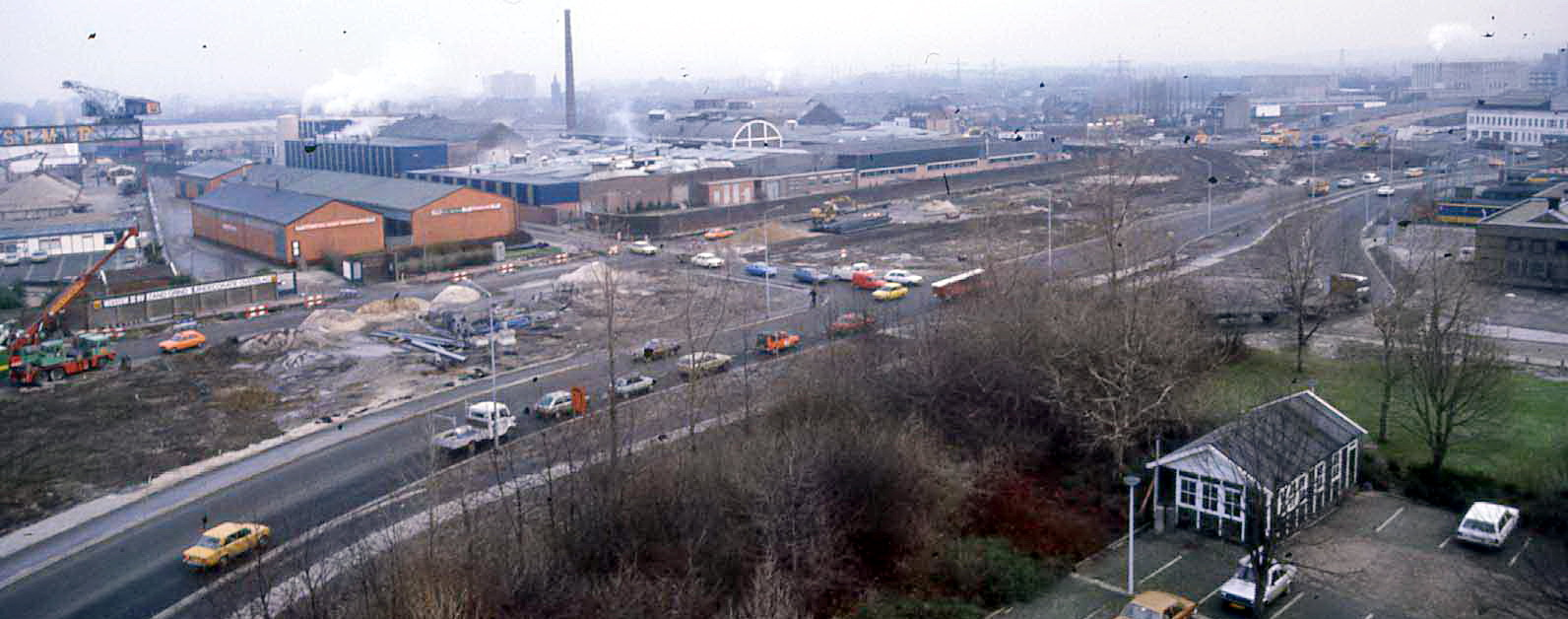
Ombouw van de Viaductweg tot aanlanding van de Noorderbrug, gezien vanaf het PLEM-gebouw naar het noorden, 1983

In de jaren 1980 veranderde het karakter van de straat sterk. Omstreeks 1980 sloot het Sportfondsenbad uit 1934, het oudste overdekte zwembad van Maastricht. Na enige jaren leegstand werd het gedeeltelijk gesloopt en vervangen door een appartementencomplex. In 1983 werd in de leegstaande meisjesschool van de zusters franciscanessen een dependance van het Conservatorium Maastricht gevestigd. Omstreeks 1990 verhuisde de protestants-christelijke Suringarschool naar Eyldergaard. Anno 2021 is er een kinderdagverblijf gevestigd.
De grootste verandering in deze periode was de bouw van de Noorderbrug (1982-1984), waardoor het verkeer op de Franciscus Romanusweg sterk toenam. Een van de eerste werkzaamheden was de reconstructie van het noordelijk deel van de weg en de aansluiting daarvan op de verbrede Viaductweg, die als oostelijke aanlanding van de Noorderbrug zou gaan fungeren. Na de bouw van de Koning Willem-Alexandertunnel (2011-2016) werd het nodig geacht om ook de verkeersdoorstroming op de Viaductweg en de Noorderbrug te verbeteren. Daarbij werden de twee kruisingen in het noordelijk deel van de Franciscus Romanusweg anders ingericht. Het gevolg was dat de verkeersdrukte op de Franciscus Romanusweg opnieuw toenam. Ook de populariteit (bij automobilisten) van het winkelcentrum op het voormalige Rematerrein veroorzaakte regelmatig opstoppingen, wat tot aanpassingen aan de weg leidde.

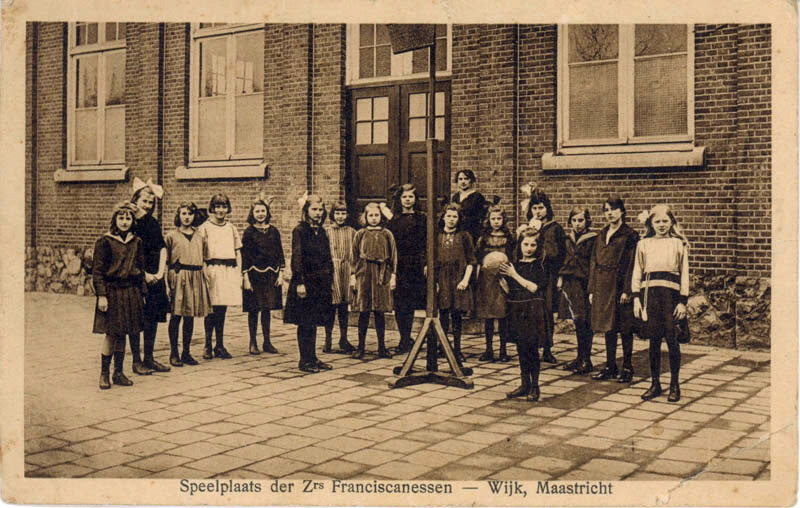
Leerlingen van de meisjesschool, ca. 1920-30
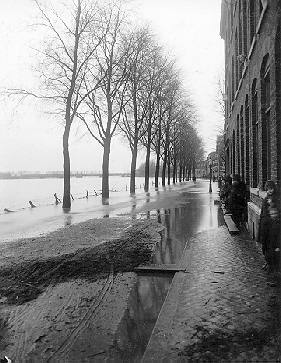
Hoogwater, 1926
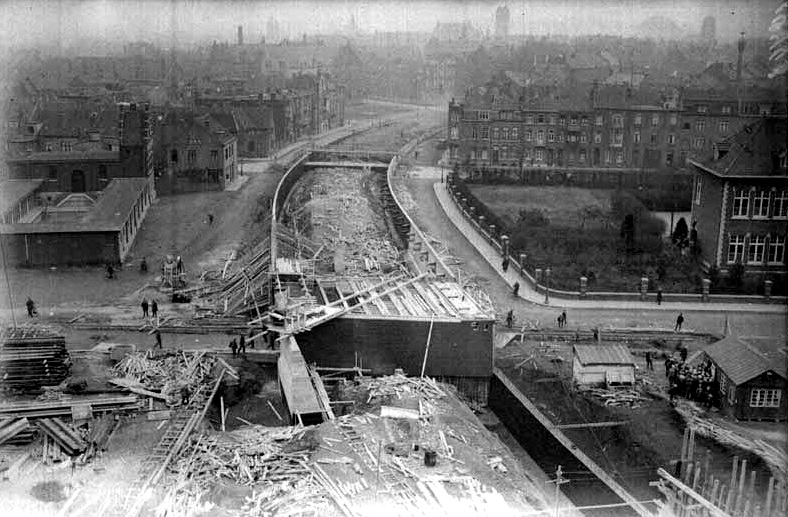
Bouw viaduct Wilhelminasingel, 1930
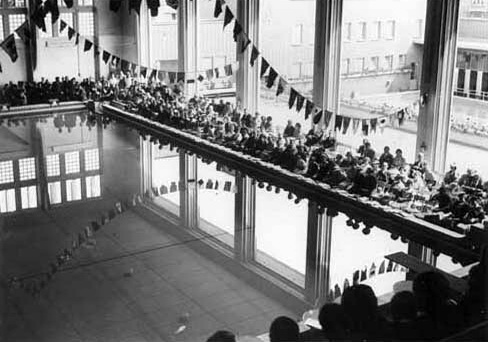
Opening Sportfondsenbad, 1934
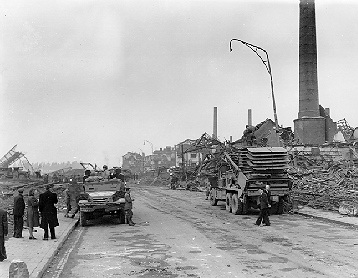
Rema en Zinkwit na het bombardement, 1944
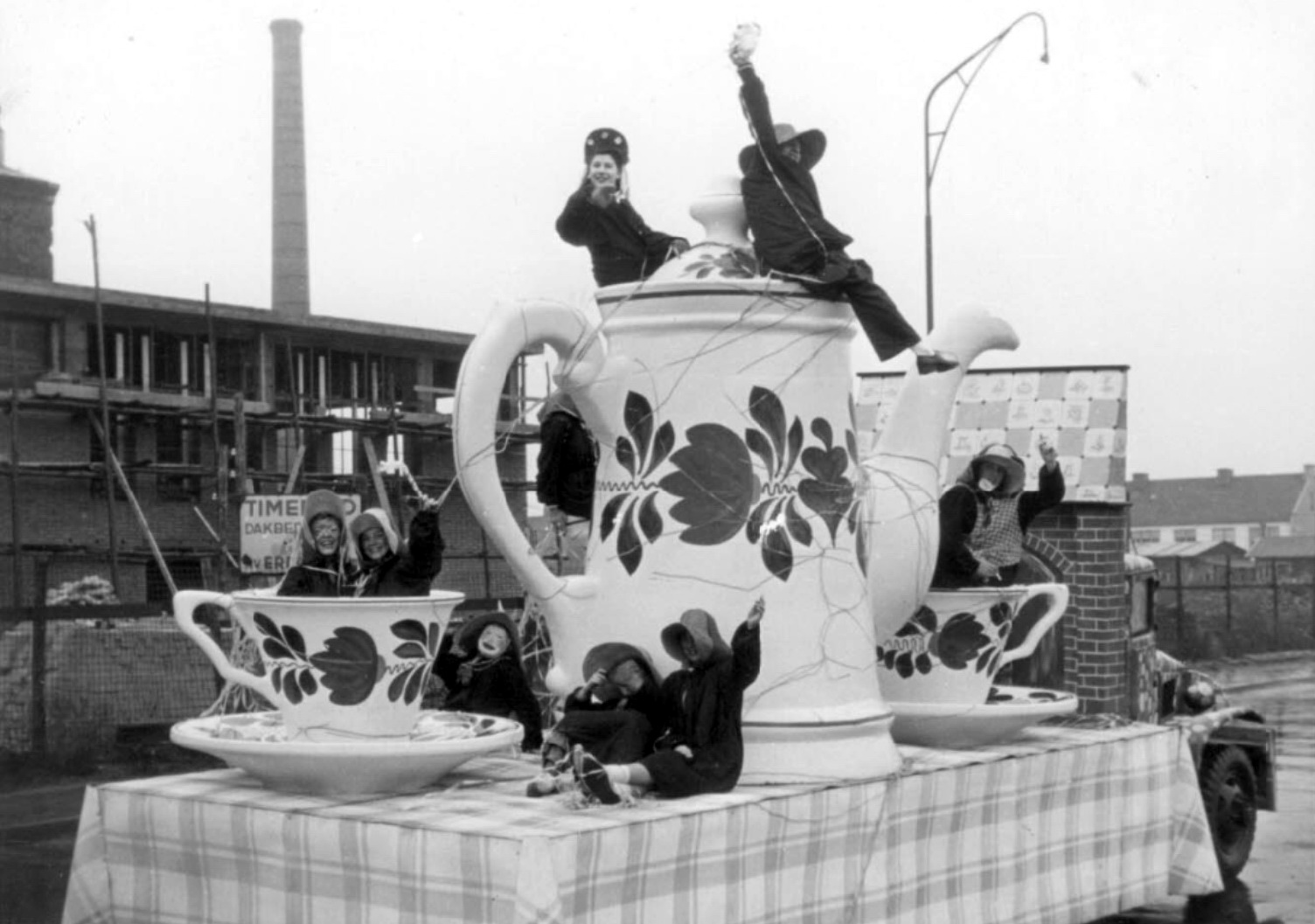
Carnavalswagen 'boerenbont' bij bouwplaats Rema, 1948
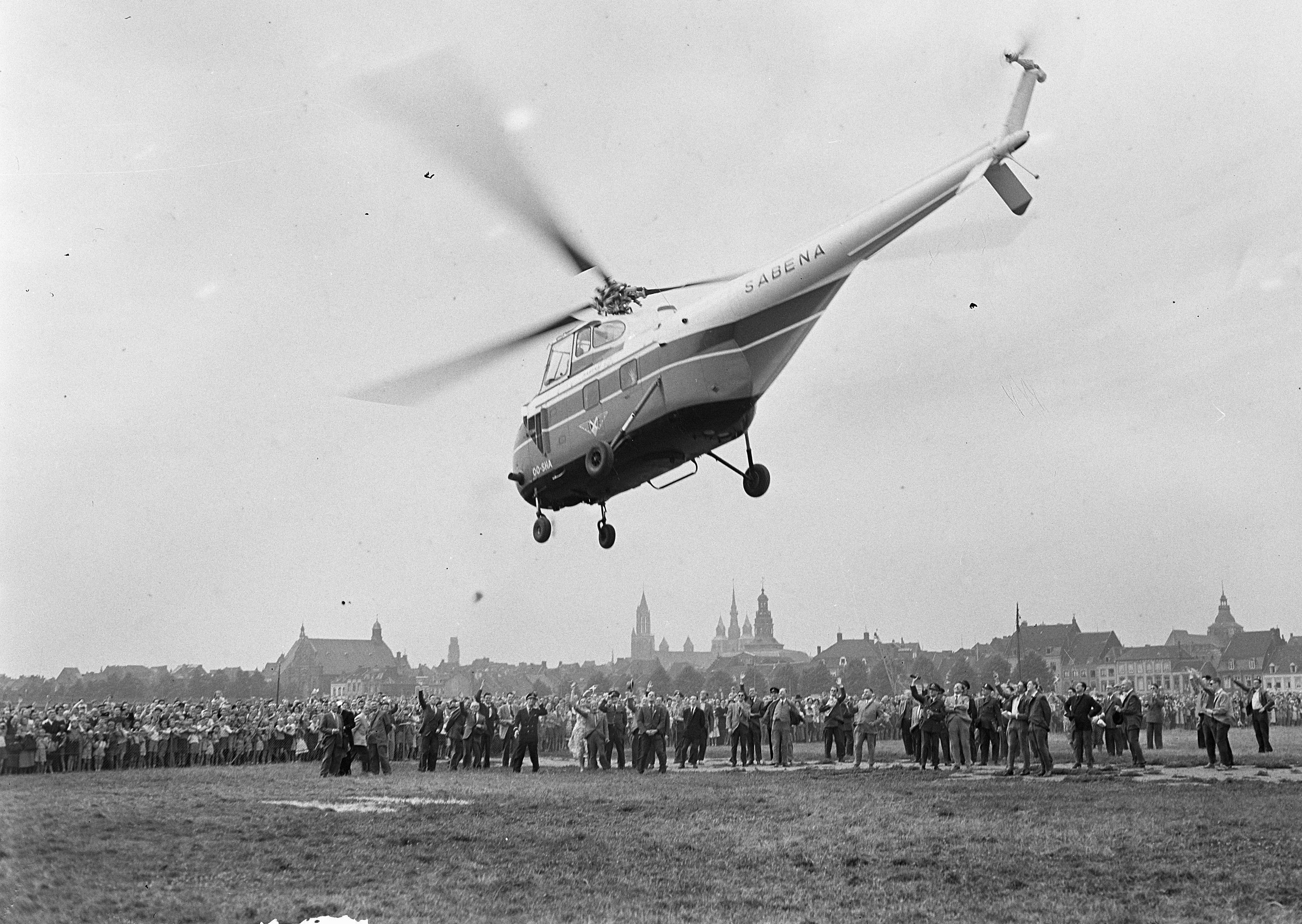
Opening van de helihaven op de Griend, 1953
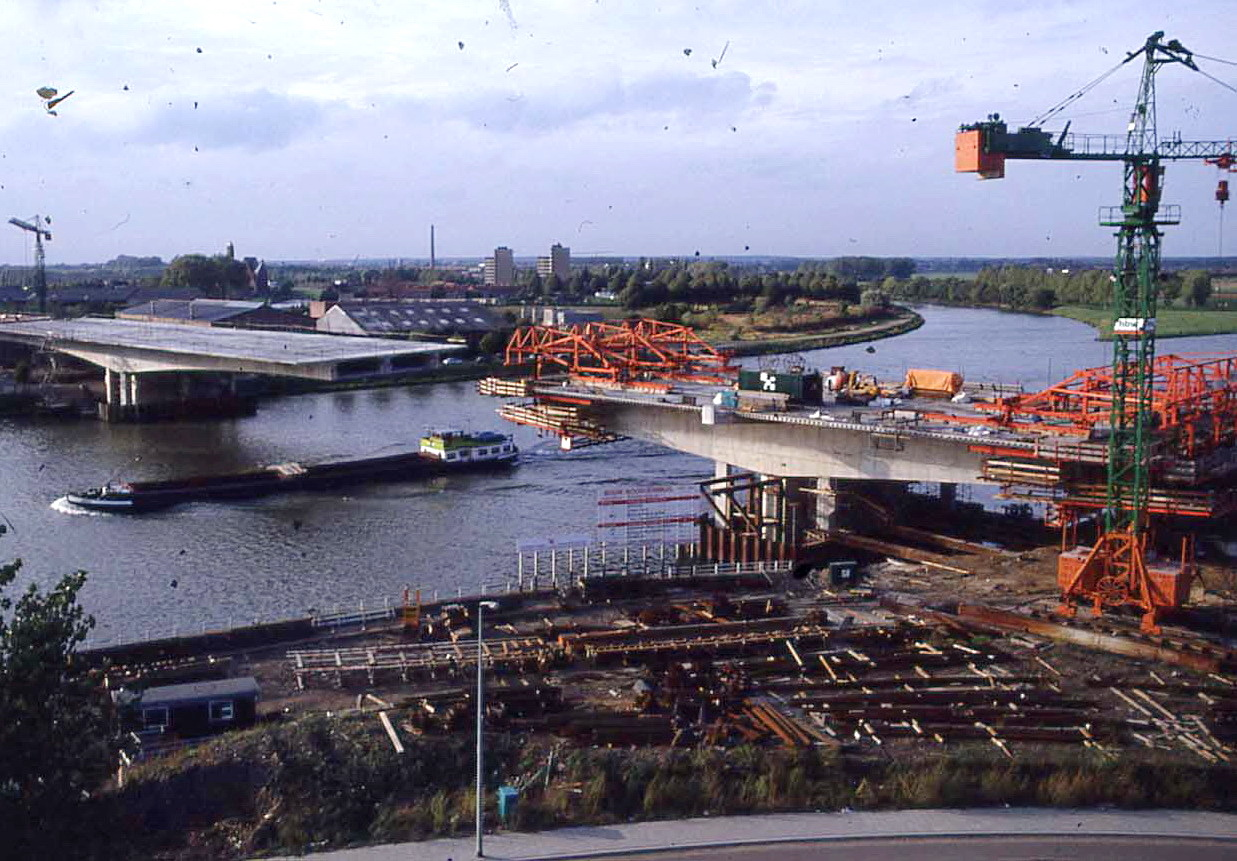
Bouwplaats Noorderbrug in de bocht van de weg, 1983

## Architectuur
De bebouwing aan de Franciscus Romanusweg is divers en bestaat uit een mix van herenhuizen, middenstandswoningen en scholen uit de eerste decennia van de twintigste eeuw, met in het noordelijk deel de nadruk op bedrijfspanden. Hiervan hebben er vijf (waarvan drie woningbouwcomplexen) de status van rijksmonument; dertien objecten (waaronder een brug) zijn gemeentelijke monumenten. De architectonisch interessante bouwwerken worden per sectie beschreven van zuid naar noord, daarmee min of meer de historische ontwikkeling van de straat volgend (hoewel de huisnummering, zoals overal in Maastricht, van noord naar zuid verloopt).

### Woningbouw
Een opvallend gebouw naast de oprit van de Wilhelminabrug is het appartementengebouw "Maasresidentie", dat met acht verdiepingen het hoogste gebouw in deze omgeving is. Het werd in 1989-1990 gebouwd naar een ontwerp van Jan Dautzenberg, op de plek van het gesloopte deel van het Sportfondsenbad. Het gebouw heeft de vorm van een opengebroken piramide en is bekleed met grijze en witte baksteen. Het tentdak van het penthouse op de hoogste etage wordt bekroond door een piramidevormig skylight. De hoofdingang is aan de Wilhelminasingel. Het smallere deel van het complex is naar de kant van de Franciscus Romanusweg gericht, waar zich op de begane grond een gaanderij bevindt. De pijlers zijn versierd met geprofileerd metselwerk.
Franciscus Romanusweg 44 is een rijksmonument. Het woon-werkhuis in zakelijk-expressionistische stijl is in 1924 ontworpen door Alphons Boosten in opdracht van aannemer Mesters van de Coöperatieve Bouwvereniging "Ons Belang". Opvallend is de asymmetrisch ingedeelde voorgevel, opgetrokken in bruingele baksteen op een plint van donkerbruine baksteen. De verticaliteit van de gevel wordt doorbroken door houten luifels, bloembakken en goten. Een driezijdige erker loopt door van de begane grond naar de eerste verdieping. Links daarvan bevinden zich twee gemetselde schoorstenen, die een opvallende geveldecoratie vormen en ver boven de goot uitsteken. Rechts van de erker bevindt zich het diepliggende portiek met diverse ornamenten, waaronder een gevelsteen met opschrift "J. Mesters-Philippens Aannemer" (de opdrachtgever).
Het naastgelegen complex  uit 1923 op de hoek van de Sint Antoniuslaan bestaat in feite uit een viertal panden: een winkel-woonhuis, een café-woonhuis en een dubbel woonhuis (nrs. 42-43). Het café (kort na 2000 gesloten) bevond zich op de hoek; de winkel aan de Sint Antoniuslaan. Het bouwblok van rode baksteen heeft een heldere architectuur, waarin afwisselende gevelhoogten, vensters van verschillende grootte, en erkers met hardstenen detailleringen voor ritmiek en dynamiek zorgen. Vooral de afgeschuinde entree van het café trekt de aandacht met een trapsgewijs uitbuikende erker.
Het pand op de andere hoek van de Sint Antoniuslaan (nr. 41) valt des te meer op doordat de Franciscus Romanusweg op dit punt versmalt, waardoor het hoekhuis uitsteekt ten opzichte van de zuidelijker gelegen bebouwing. Het huis dateert uit 1907 en is gebouwd in eclectische stijl. Het heeft een afgeschuinde hoektravee die eindigt in een puntgevel, waarin zich een rondboogvenster bevindt. Het huis is drie verdiepingen hoog; in het dak bevinden zich dakkapellen. Aan de zijde van de Franciscus Romanusweg bestaat de gevel uit twee traveeën; aan de kant van de Sint Antoniuslaan zijn dat er vier, waarvan de buitenste twee smaller zijn en de buitenste een verdieping lager is. De gevels zijn opgetrokken uit roodbruine baksteen  waarin door middel van siermetselwerk horizontale en verticale geledingen zijn aangebracht. De sierlijsten van gele en oranje baksteen lopen door in de gevel van het belendende pand (nr. 40), dat in hetzelfde jaar gebouwd werd. Boven de segmentboogvensters bevinden zich soortgelijke baksteendecoraties. Aan de gevels zijn diverse sierlijk gesmede muurankers aangebracht.
Franciscus Romanusweg 38-39 is een dubbel woonhuis in eclectische stijl uit 1906. De voorgevel van ieder pand is drie gevelassen breed. Beide gevels worden bekroond door een rechte, gemetselde Vlaamse gevel met hoekkolommen en een rondboogvenster. De gevels zijn opgetrokken in roodbruine baksteen met banden en siermetselwerk in gele baksteen. De middelste vensters van de verdiepingen hebben in het boogveld een gestuct schelpmotief. De gepleisterde plinten tonen een blokmotief. Nr. 38 bezit nog de oorspronkelijke deur met geprofileerd kozijn en bovenlicht.
De 28 middenstandswoningen van de Amsterdamse architecten Gulden & Geldmaker uit 1920-1921 zijn met hun rode baksteengevels en rode pannendaken typerend voor de volkswoningbouw in deze periode. Het centraal geplaatste poortgebouw geeft toegang tot het achterliggende arbeiderswijkje ("Roed Dörp"), door dezelfde architecten gebouwd in opdracht van de socialistische woningbouwvereniging "Beter Wonen". De straatgevels aan weerszijden van het poortgebouw zijn onderling gespiegeld en rytmisch geleed met driekante en ronde dubbele erkers, waartussen de entreepartijen zijn geplaatst. De voorgevels van de hoekpanden, de poortwoningen en de tussengelegen woningen zijn steeds per twee gespiegeld. Het metselwerk is in staand verband op een verticaal gemetselde plint en met venster- en deurstrekken. De vensters zijn voorzien van hardstenen dorpels en houten kozijnen. Het gehele uit drie delen bestaande bouwblok aan de Franciscus Romanusstraat is beschermd als rijksmonument.
Het vrijstaande woonhuis Franciscus Romanusweg 2 (Theo Boosten, 1956) behoorde oorspronkelijk bij de door zijn vader, Alphons Boosten, herbouwde Rema-fabriek. Het pand heeft een plattegrond van twee deels overlappende vierkanten, een groot en een klein. Het hoofdvolume heeft twee bouwlagen, het kleinere één, beide onder een plat dak. Het huis is gebouwd van beton en baksteen. De voorgevel heeft aan de rechterzijde een brede vensterpartij met betonnen borstweringen boven en onder de vensters. Aan de linkerzijde is een betonnen balkon aangebracht, dat om de hoek doorloopt en waarvan de balustrade afwisselend dicht en open is (beton en ijzeren spijlen). Tegen de noord- en oostgevel zijn twee forse, rechthoekige schoorstenen geplaatst, die boven het dak uitsteken. De entree aan de noordzijde bevindt zich achter de eerste schoorsteen en is onderdeel van een verticale betonnen strook met een luifel, die door ijzeren pilaren ondersteund wordt. Aan de straatzijde is de oorspronkelijke erfafscheiding nog aanwezig, bestaande uit een laag gemetseld muurtje met daarop een decoratief smeedijzeren hekwerk.
Schuin tegenover dit pand ligt Griend 3, een vrijstaand woonhuis aan de zuidzijde van de voormalige garage Jos Janssen (zie hieronder). De villa werd in 1956 gebouwd door architect Eugène Hoen in opdracht van de familie Janssen. Het wit geschilderde bouwwerk heeft de vorm van een rechthoekige doos van twee verdiepingen. De plint is van baksteen, de daklijst van zink. Het gebouw heeft een betonnen skelet dat de gevels verdeelt in zes vakken en dat aan alle kanten zichtbaar is gelaten. De gevelvlakken zijn van baksteen en daarna gepleisterd. De deuren, ramen, balkons, een erker en een veranda zijn al dan niet centraal in een vak geplaatst. Bij de veranda en het daarboven gelegen terras op de zuidoostelijke hoek loopt het betonnen skelet door, wat een plastisch effect geeft. Het smeedijzeren hekwerk is origineel. De entree bestaat uit een driedubbele deur, die verdiept en niet geheel centraal in het oostelijk gevelvlak is geplaatst. Het vak daarboven is geheel gevuld met een glas-in-loodraam van Charles Eyck. Een tweede entree bevindt zich in de noordgevel onder een rechthoekige erker die tot de daklijn doorloopt.

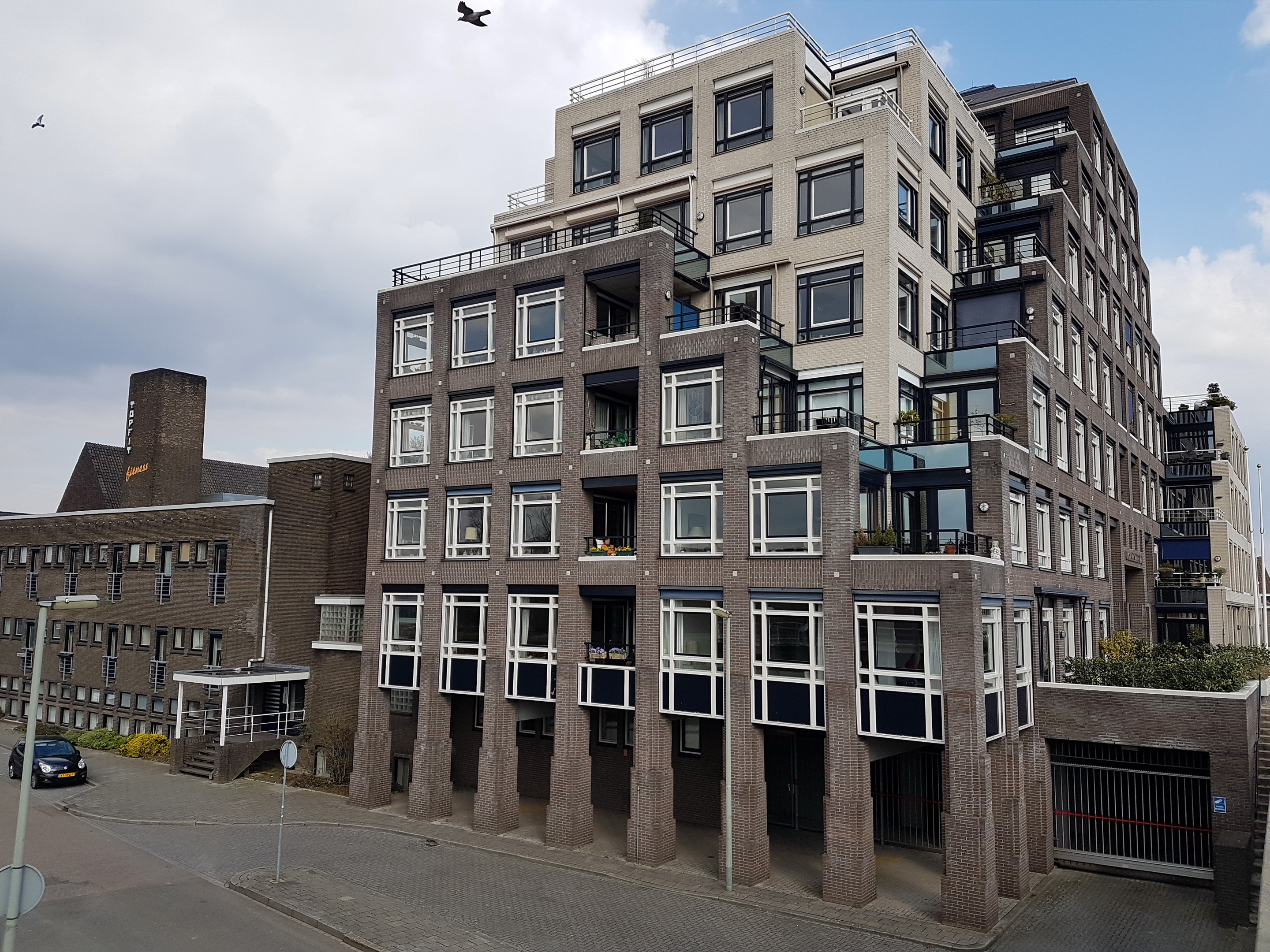
Maasresidentie
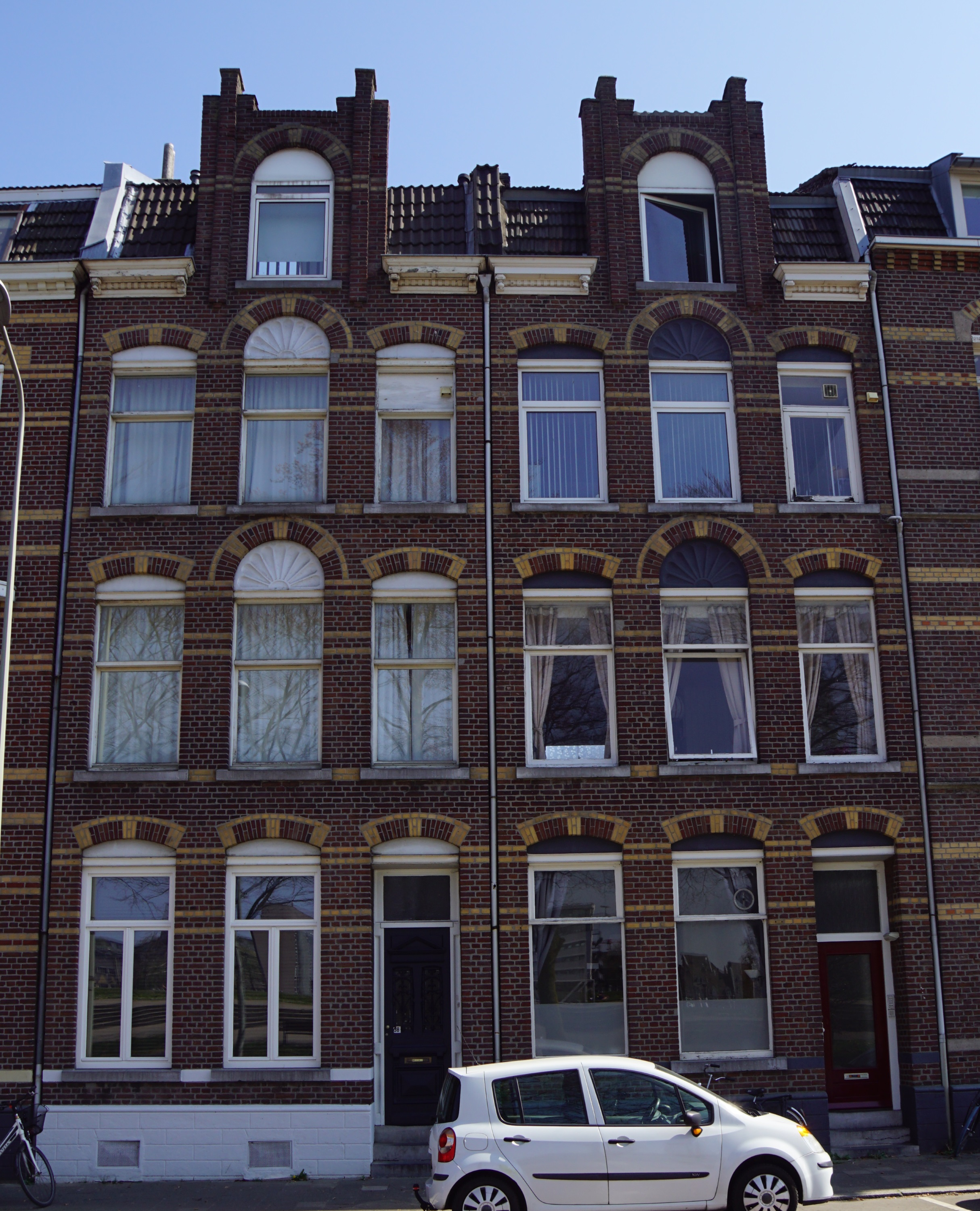
Franciscus Romanusweg 38-39
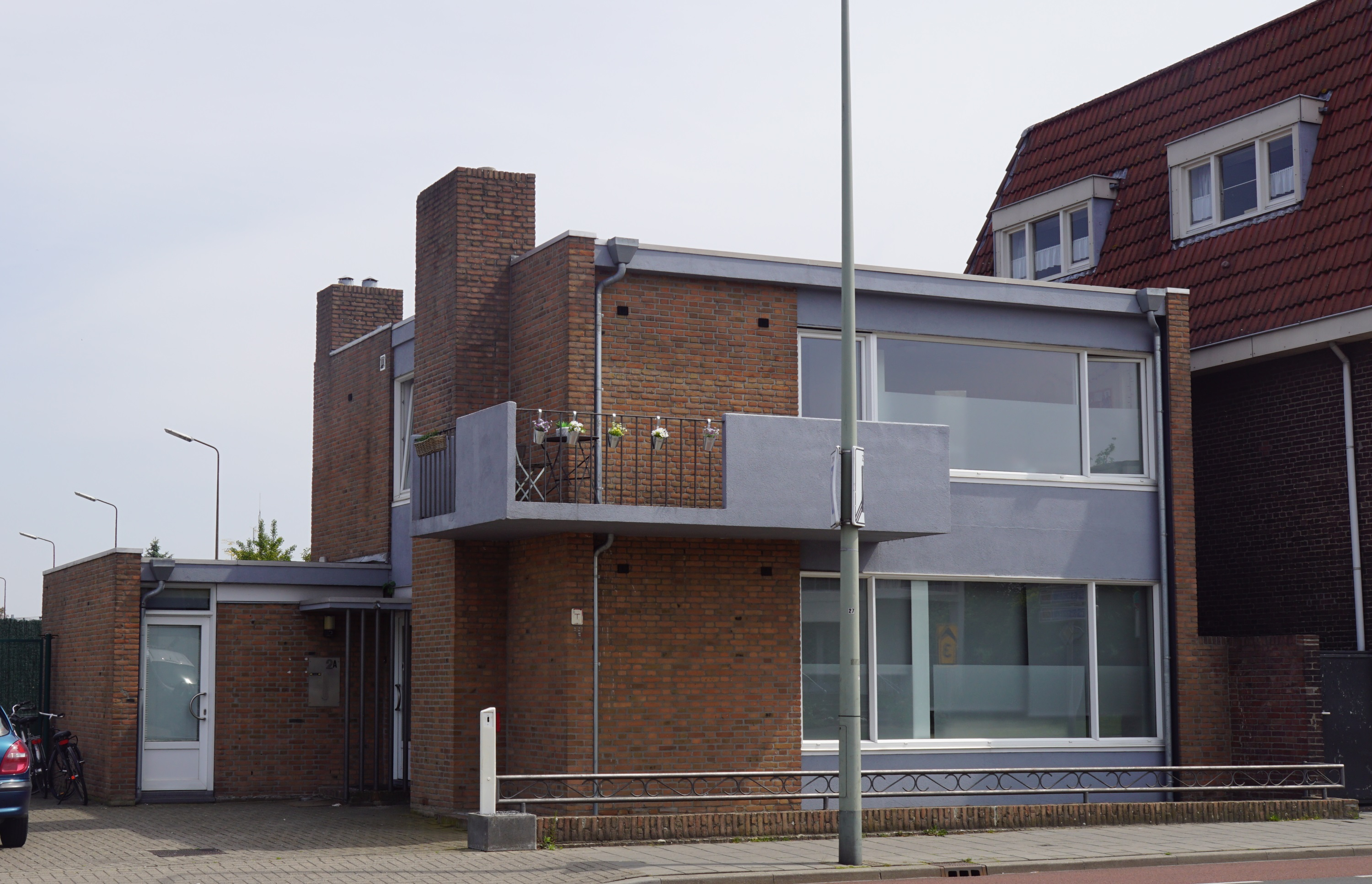
Franciscus Romanusweg 2
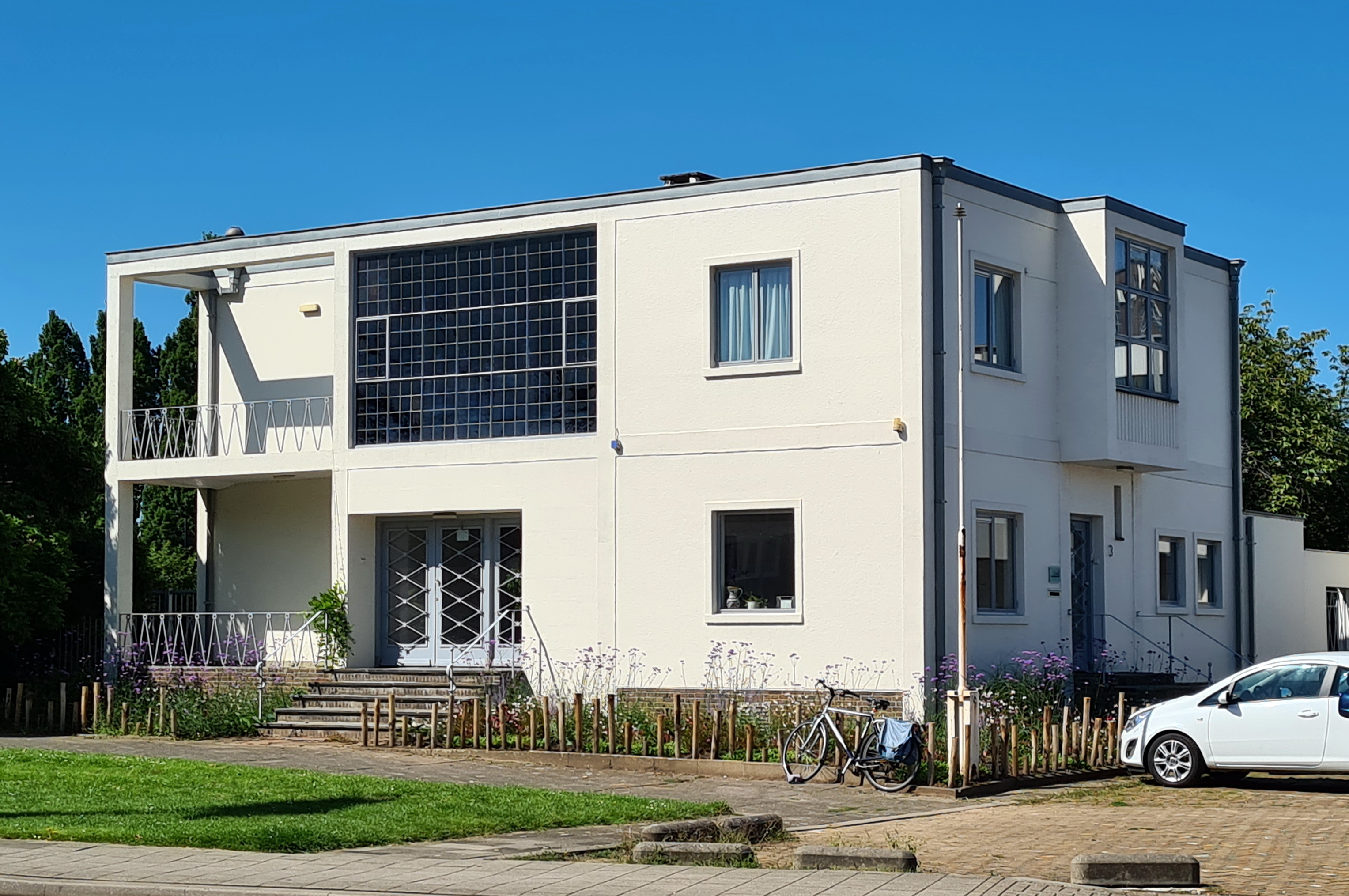
Griend 3

### Scholen, zwembad, feestzaal
Aan de zuidzijde van de Franciscus Romanusweg, tegenover de Kleine Griend, ligt de voormalige meisjesschool van de zusters franciscanessen van Heythuysen uit 1916, tegenwoordig in gebruik door het Conservatorium Maastricht. Het betreft een vrijstaand gebouw van rode baksteen op een plint van grove hardsteen, bestaande uit een lange vleugel parallel aan de straat met op de hoeken en in het midden dwarsvleugels met dwars geplaatste zadeldaken. Midden op het dak staat een houten klokkentorentje, bekroond door een smeedijzeren kruis. Het gebouw heeft een symmetrische opbouw, waarbij de meeste aandacht uitgaat naar de vooruitspringende middenrisaliet. De hoofdtoegang bevindt zich centraal in de voorgevel en heeft een gemetselde rondboogomlijsting met hardstenen details en een hardstenen trap. Ter hoogte van de tweede etage bevindt zich een nis met daarin een Mariabeeld op een sokkel en onder een baldakijn. De hoekvleugels zijn in de jaren 1930 bijgebouwd.

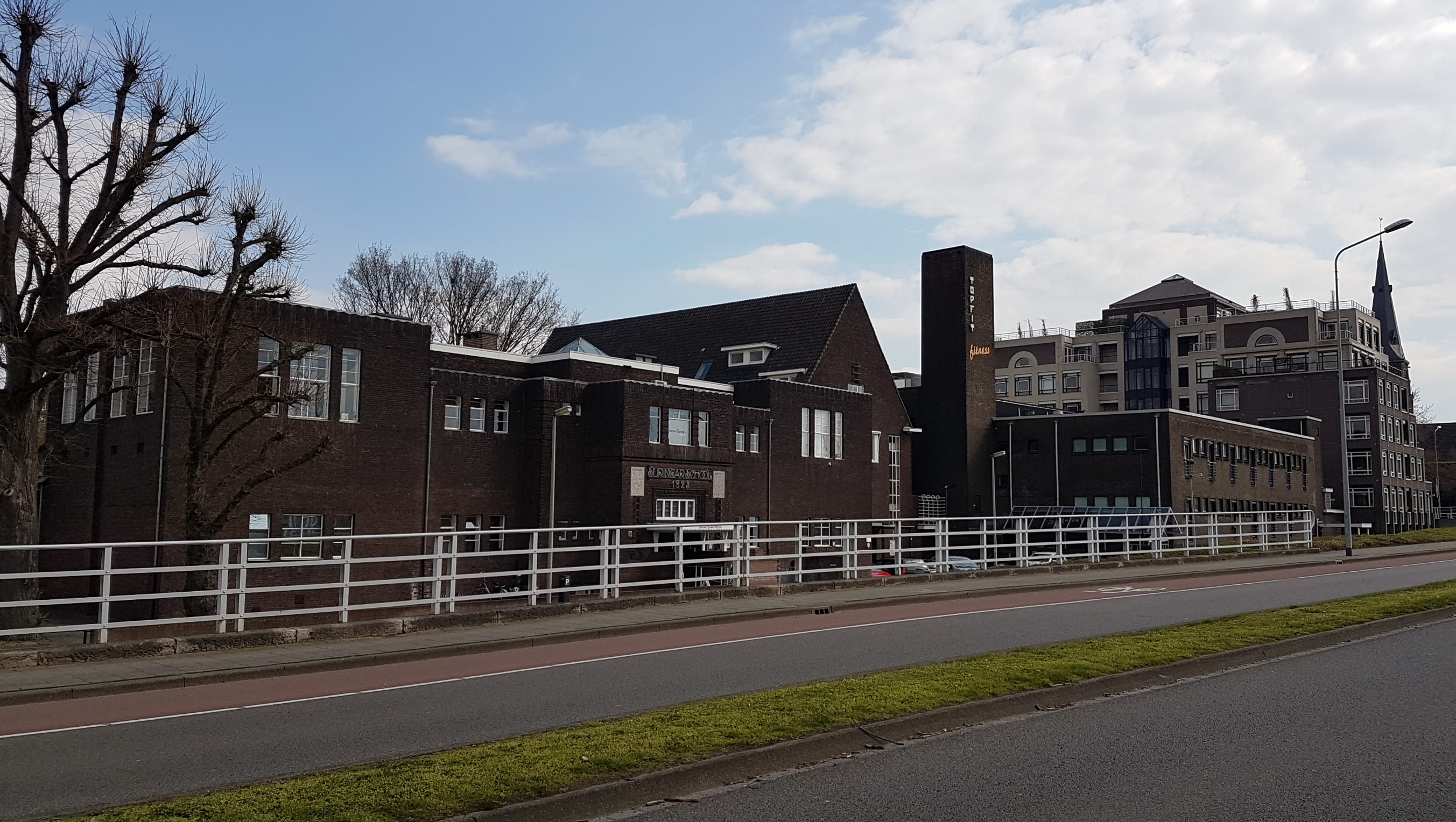
Gezicht naar het zuidoosten op de Suringarschool, het restant van het Sportfondsenbad en de Maasresidentie

De protestantse Suringarschool is in 1922-1923 gebouwd in expressionistische stijl naar een ontwerp van H.A.M. de Ronde en W. de Vrind. Het gebouw is symmetrisch opgebouwd met een uitspringend middendeel, waarin zich onder een luifel de hoofdingang bevindt. Boven de entree is het opschrift SURINGARSCHOOL 1923 in smeedijzeren letters aangebracht. Ter weerszijde daarvan bevinden zich hardstenen gevelstenen met de opschriften "PS.148:12-13" en "JOH.17:3". De gevels zijn opgetrokken uit donkerbruine baksteen, gemetseld in staand verband, en worden gekenmerkt door expressief metselwerk. De school werd in de jaren dertig aan de zuidzijde uitgebreid met een dwarsvleugel (nr. 52). De hoge puntgevel daarvan overheerst het oorspronkelijke gebouw enigszins. Aan de noordzijde, grenzend aan de Louis Loyensstraat, bevindt zich de protestantse kleuterschool en verenigingslokaal van Alphons Boosten uit 1931, dat iets verder terug ligt en daardoor minder interfereert met de Suringarschool.
Van het voormalige Sportfondsenbad (Wolter Bakker, 1933-1934) resteert slechts het noordelijk gedeelte. Het bestaat uit twee rechthoekige hoofdvolumes, die met een kleine overlap schuin achter elkaar geplaatst zijn. In de oksel staat een hoge, vierkante schoorsteen. Het voorste deel is lager en grenst aan de Franciscus Romanusweg. Dit deel is omstreeks 1990 verbouwd tot een appartementengebouw van drie verdiepingen. Daarbij is de bruine baksteengevel gewijzigd door het aanbrengen van Franse balkons. De entree bevindt zich in een vierkant torentje aan de zuidzijde. Daarnaast is een lager deel, waarin glazen bouwstenen zijn toegepast. In het achterste, vrijwel raamloze bouwdeel waren waarschijnlijk de technische installaties van het zwembad ondergebracht. Hier is anno 2020 een sportschool gevestigd. Het eigenlijke zwembad aan de kant van de Wilhelminasingel is eind jaren tachtig gesloopt en vervangen door het appartementengebouw "Maasresidentie" (zie hierboven).
Aan de zuidzijde van het Griendpark is in de jaren 1990 de 'Platte Zaol' gebouwd, later Maastricht Music Hall genoemd, een feest- en concertzaal die vanaf de opening in 1997 exploitatieproblemen kende. Sinds 2016 is hier danceclub Complex gevestigd. Het gebouw heeft de vorm van twee segmenten van een cirkel, die tegen elkaar geplaatst zijn. Boven de westelijke helft van het platte dak is een luifelconstructie van staal en glas geplaatst, die buiten de contouren van het gebouw uitsteekt. Aan de parkzijde heeft het gebouw een glazen vliesgevel. Aan de zijde van de Franciscus Romanusweg is de gebogen gevel bekleed met rode bakstenen, afgewisseld met donkerbruine bakstenen. Een lager volume ligt deels onder de oprit van de Wilhelminabrug, deels op de Kleine Griend. Dit deel heeft een gevel met rabatbetimmering. Het gebouw wordt anno 2022 verbouwd, waarbij onder andere de gevelbekleding wordt vervangen.

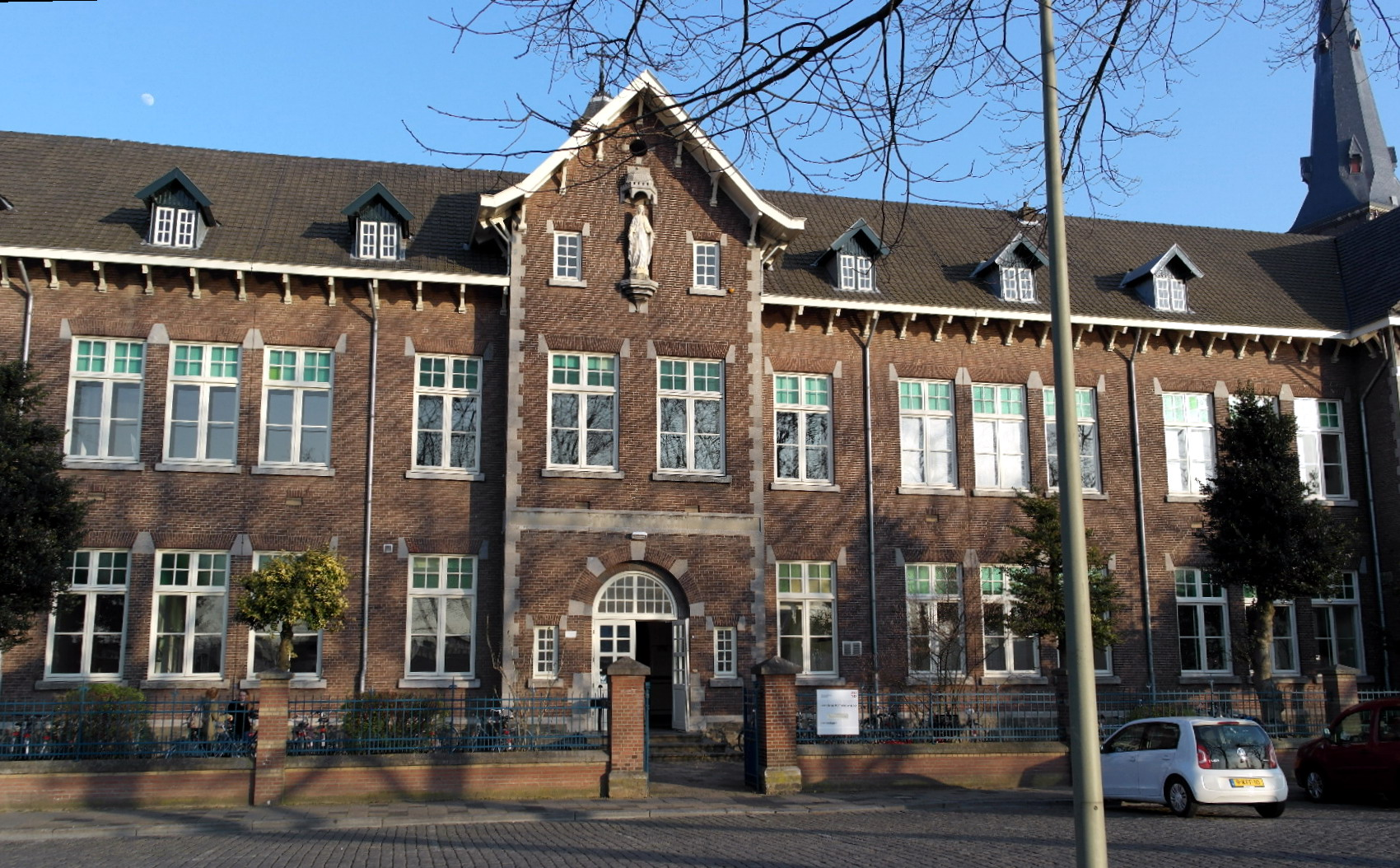
Vm. Franciscanessenschool
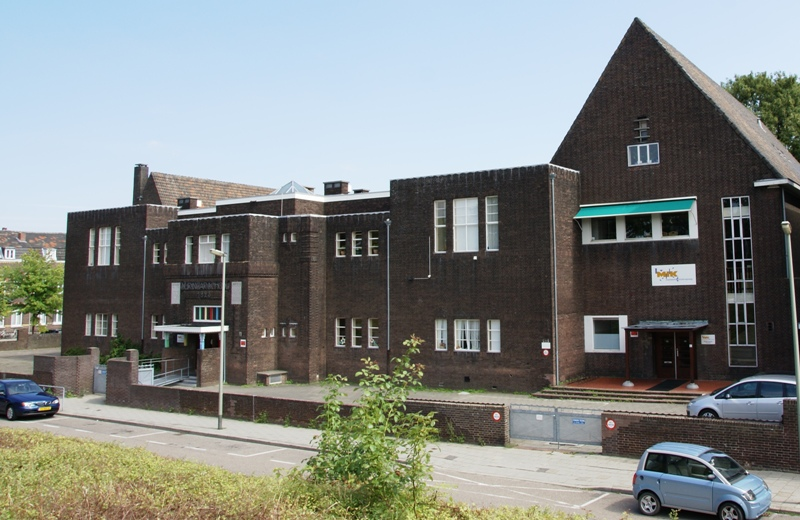
Vm. Suringarschool
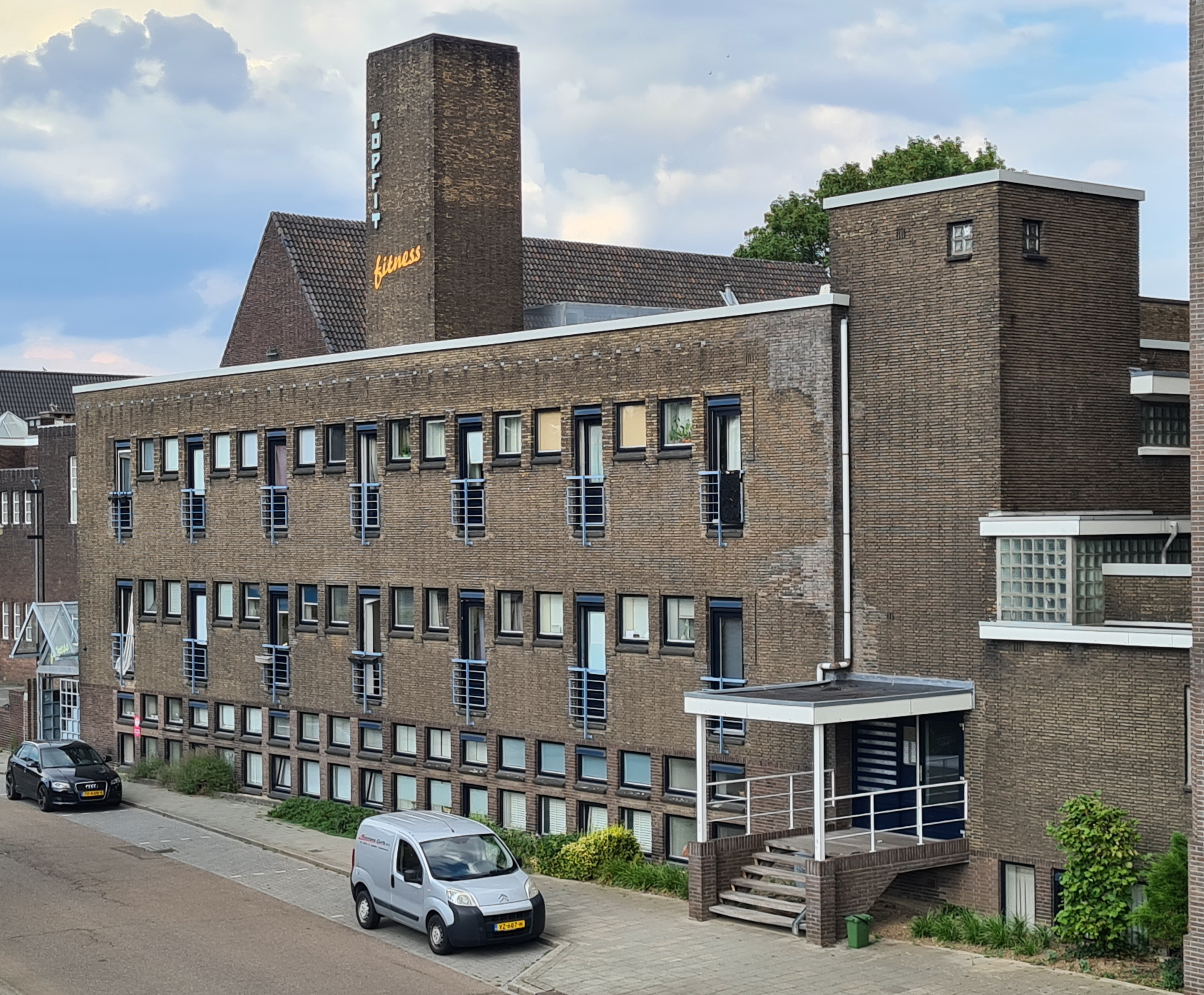
Restant Sportfondsenbad
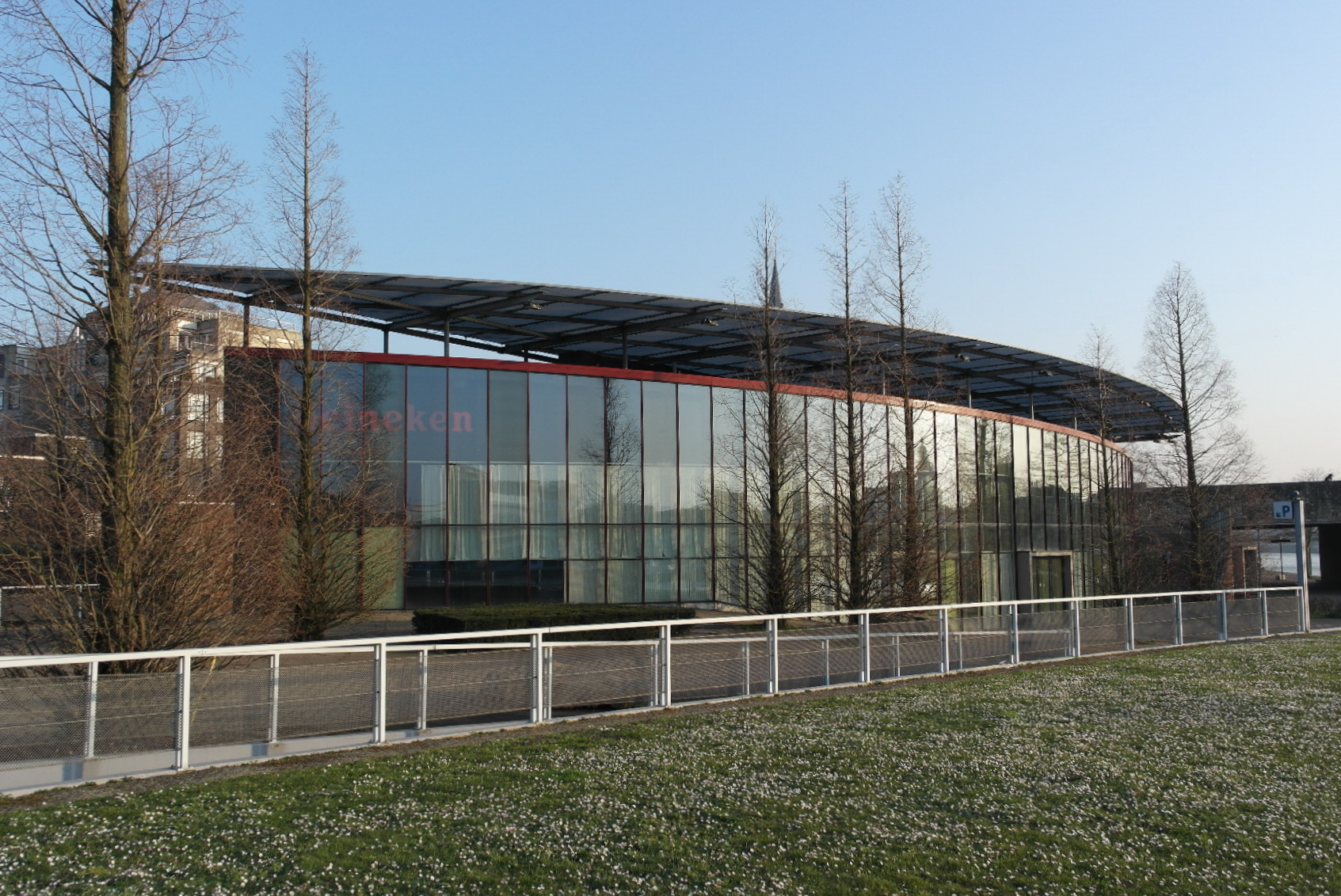
Platte Zaol

### Kantoren, bedrijfsgebouwen
Aan de noordzijde van de Griend ligt de voormalige garage Jos Janssen uit 1953, ontworpen door architect Anton Swinkels. De circa 70 m lange garagehal heeft een betonskelet met licht gebogen betonnen dakspanten. Het dak heeft een brede overstek en is voorzien van een lichtstraat. De muurvlakken zijn opgevuld met bruine baksteen en afgedekt met een betonnen lijst. Onder de daklijn zijn reeksen stalen ramen aangebracht. Aan de noordzijde bevindt zich een lage, bakstenen aanbouw met een plat dak en drie ronde stalen vensters. Bij de ingang aan de noordzijde is een tegeltableau van Charles Eyck aangebracht met een voorstelling van de heilige Christoffel, beschermheilige van de reizigers. De hal met de platte aanbouw is een gemeentelijk monument. Aan de noord- en oostzijde vond eind jaren vijftig een eenlaagse uitbreiding plaats, waaronder de autoshowroom. Deze heeft de vorm van een taartpunt met een afgeronde punt. Het platte dak rust op slanke stalen zuilen. De doorlopende glazen wand maakte het mogelijk om vanaf de Franciscus Romanusweg de auto's te bekijken met de Maas en het silhouet van de stad als achtergrond.
Aan de overkant van de weg ligt het voormalige kantoorpand van de tegelfabriek Rema, in 1948-1950 gebouwd naar een ontwerp van Alphons Boosten, tevens een van zijn laatste scheppingen. Het gebouw bestaat uit drie bouwlagen onder een plat dak, dat een betonnen overstek heeft en voorzien is van een moderne lichtreclame. De gevel is niet geheel symmetrisch en bestaat uit twaalf traveeën. De middentravee en de beide hoektraveeën zijn breder en opgetrokken in baksteen. Daartussen bevinden zich vensterpuien die over de verdiepingen doorlopen, onderbroken door borstweringen van beplating. Betonnen kolommen tussen de venstertraveeën zorgen voor een sterke verticale geleding. De zuidzijde telt één extra venstertravee. In de middelste travee is de hoofdingang; in de linker hoektravee een zijingang. De rechter hoektravee is een blinde muur. Het gebouw is ingesloten door een enorm eenlaags complex, waarin grootschalige detailhandel is gevestigd. Het is mogelijk dat delen van dit complex tot het oorspronkelijke, naoorlogse fabriekscomplex behoorden.
Het in 1967 geopende kantoor- en bedrijfspand van de PLEM, bijgenaamd "het slagschip", werd gebouwd naar een ontwerp van architect Frans Knibbeler van het architectenbureau Swinkels Salemans. Het gebouw heeft als hoofdadres François de Veijestraat, maar ligt direct aan de Franciscus Romanusweg met uitzicht over de Maas. Het betonnen gebouw heeft een vrijstaande kolommenstructuur en glazen gordijngevels met aluminium kozijnen. De betonnen vloeren steken buiten de gevelwanden uit waardoor het gebouw een sterk horizontaal karakter heeft gekregen. Ter plaatse ven de trappenhuizen zijn de gevelwanden voorzien van verticale betonnen lamellen. Het gebouw heeft een plastische werking gekregen doordat de bovenste verdieping aan de zuidzijde is 'getild'. Oorspronkelijk was dit het licht hellende dak van de kantine. In het midden bevindt zich een kleine dakopbouw. Het gebouw is in 2019 gerenoveerd en aan de achterkant uitgebreid met enkele paviljoens.

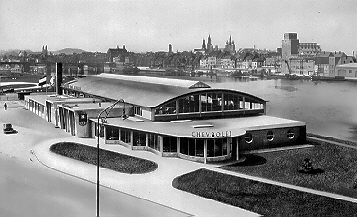
Garagehal
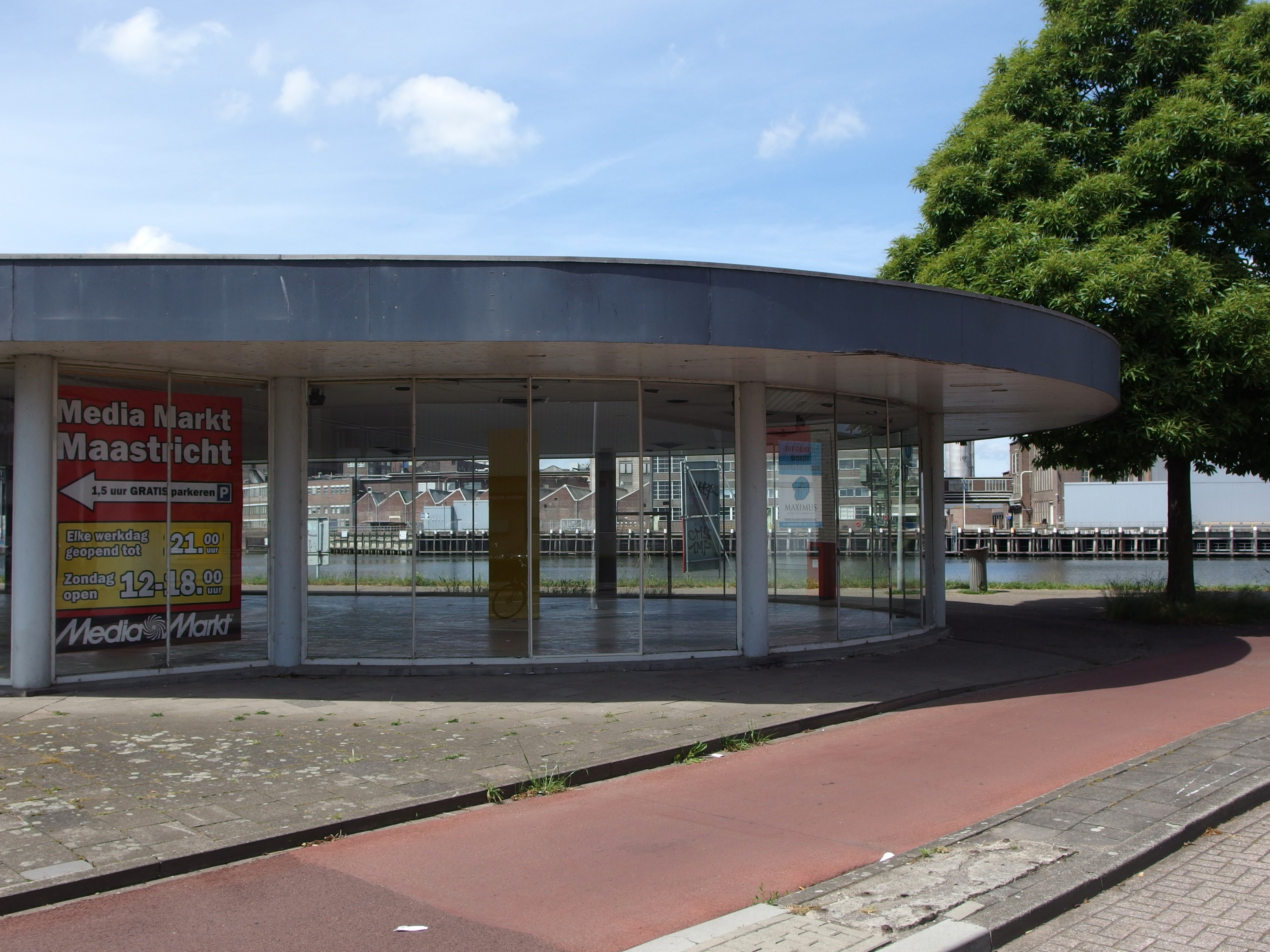
Showroom
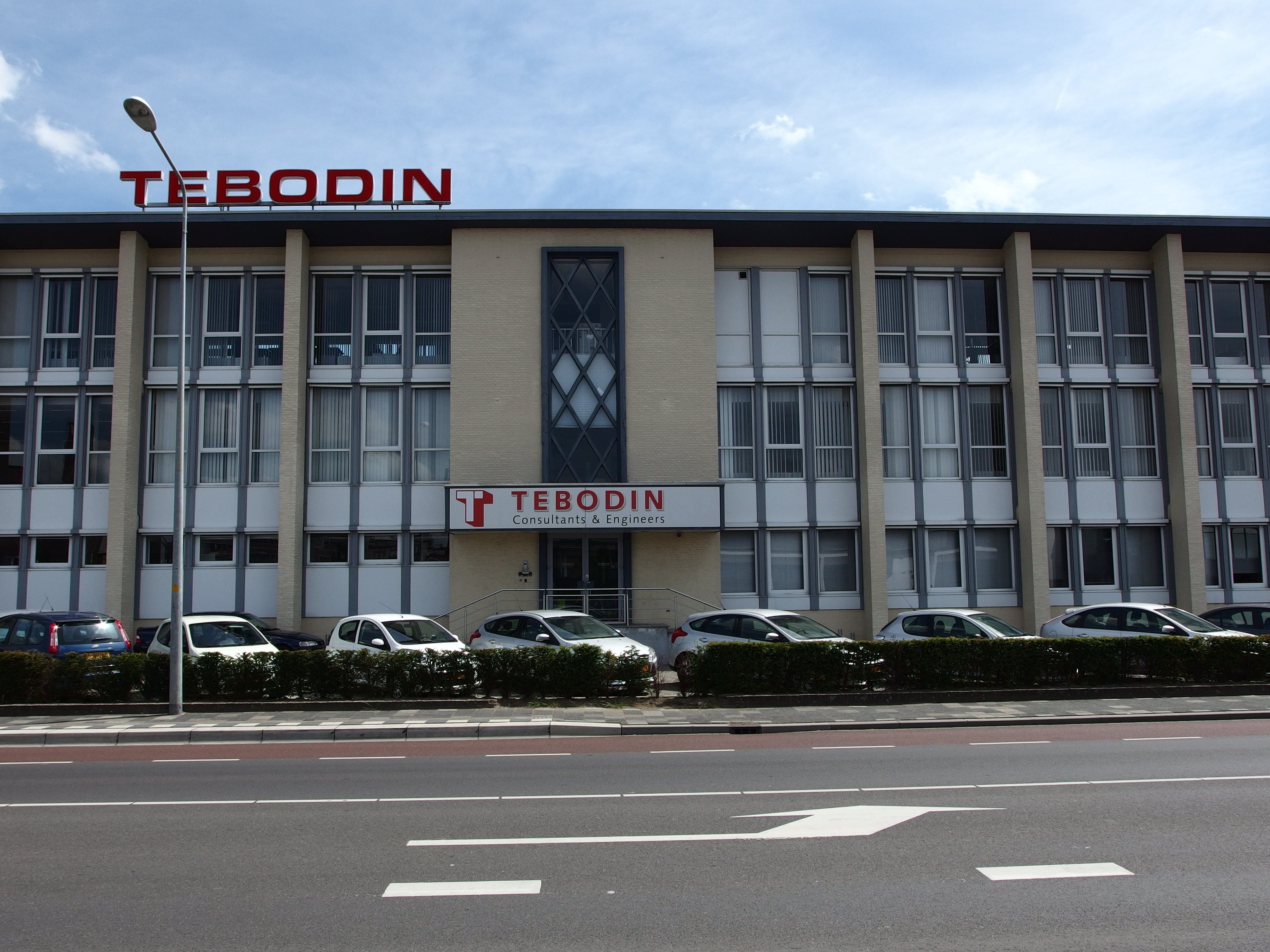
Vm. REMA-kantoor
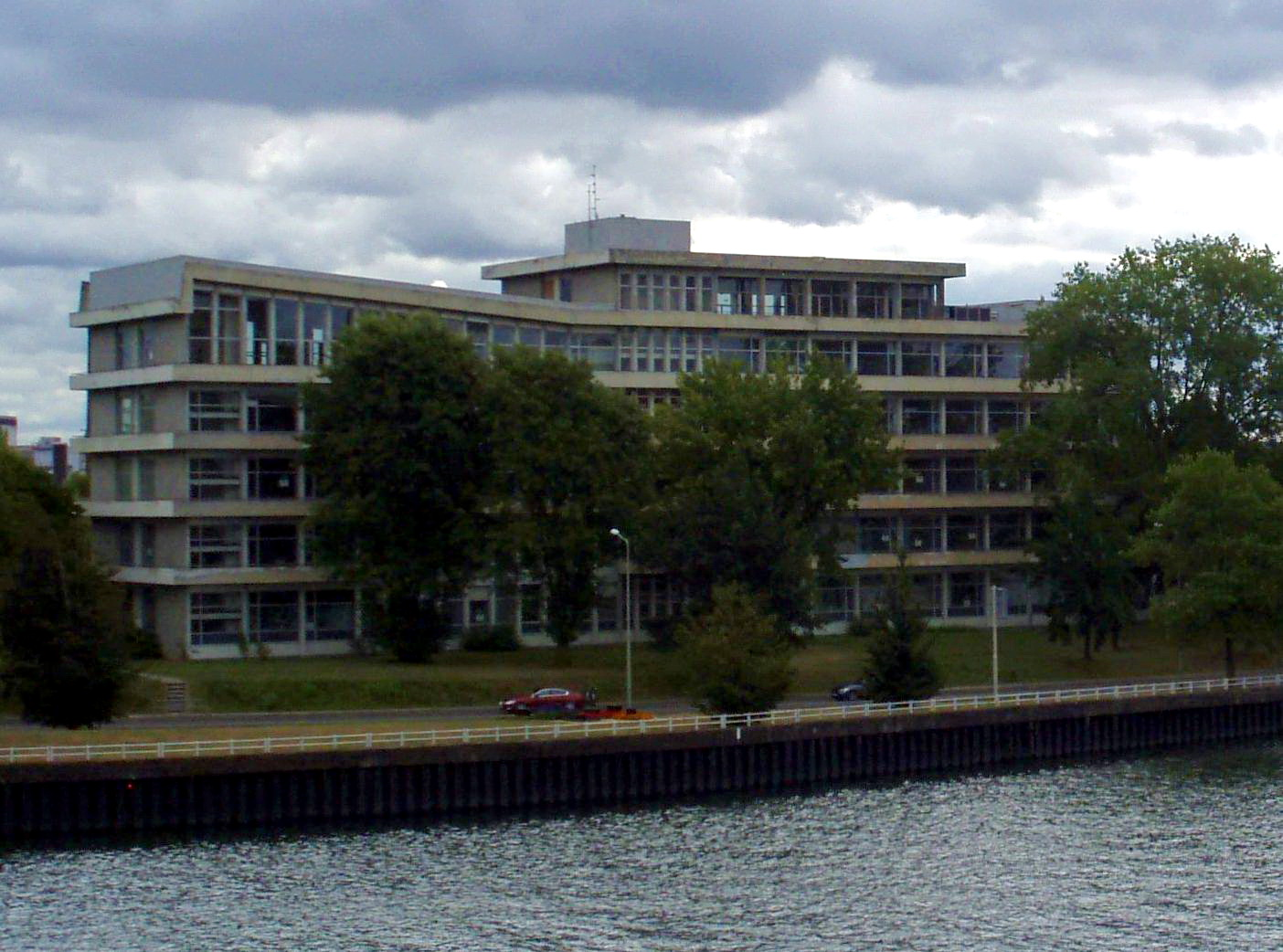
Vm. PLEM-kantoor

### Bruggen, viaducten
De Franciscus Romanusweg kruist twee Maasbruggen en eindigt bij een derde brug. De meest zuidelijke is de Wilhelminabrug, in 1930-1932 gebouwd naar een ontwerp van toenmalig rijksbouwmeester Gustav Cornelis Bremer. De brug werd in september 1944 vrijwel geheel verwoest. Gebeeldhouwde fragmenten van de oorspronkelijke brug zijn te zien op de Kleine Griend. De nieuwe brug uit 1957-1961 is in een minder decoratieve stijl gebouwd, waarbij de oorspronkelijke stenen bogen werden vervangen door stalen overspanningen. De brug is grotendeels bekleed met grijze Naamse steen. Bij de aansluitingen met de Franciscus Romanusweg en de Wilhelminasingel is gebruik gemaakt van Kunradersteen, die een ruwer oppervlak heeft dan andere soorten Limburgse mergel. Het viaduct in de Franciscus Romanusweg werd in 1987 vernieuwd en bestaat uit een constructie van betonnen balken. De zijkanten zijn bekleed met platen van kiezelbeton. In feite zijn er twee viaducten, want ook het wandelpad langs de Maas, aan de andere kant van de Platte Zaol, loopt onder de Wilhelminabrug verder.
De Spoorbrug van Maastricht dateert oorspronkelijk uit 1856, maar werd in 1957 in verband met oorlogsschade grotendeels herbouwd. De nieuwe brug is smaller dan de oude en telt slechts één spoor. Het betreft een verstijfde staafboogbrug, een type brug dat van 1920 tot 1960 veelvuldig werd toegepast. Met dit systeem kon een overspanning van 66 meter verkregen worden. De stalen brugdelen zijn met elkaar verbonden door middel van klinknagels. De 194 meter lange brug maakt gebruik van drie oude pijlers, die hersteld konden worden. De vierde pijler, bij de Franciscus Romanusweg, is geheel vernieuwd.
De Noorderbrug is een brede, betonnen verkeersbrug uit 1982-1984. De drie overspanningen van de eigenlijke brug rusten op twee brede pijlers die dicht bij de oevers in de Maas staan. De aanlandingen zijn op beide oevers lang; op de rechteroever rust deze op drie sets van smallere pijlers. De Franciscus Romanusweg loopt hier evenwijdig met de verhoogde aanlanding, die pas aan het einde, bij de kruising met de Willem Alexanderweg, het niveau van de omliggende wegen bereikt. Bij de kruising met de Borgharenweg is een viaduct. In de bocht van de Franciscus Romanusweg is de brug vanaf het wandelpad via een trap te bereiken.

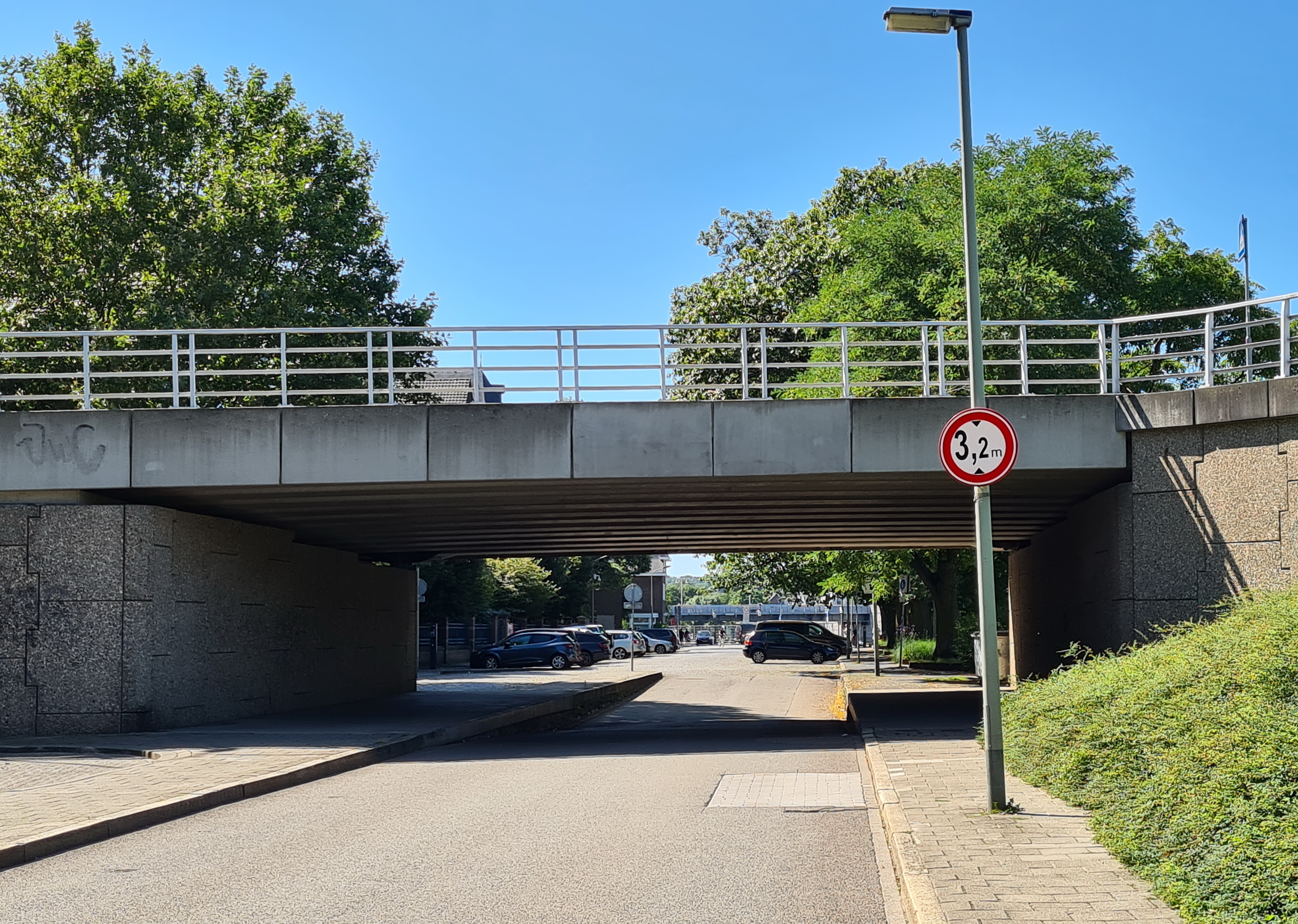
Viaduct Wilhelminabrug
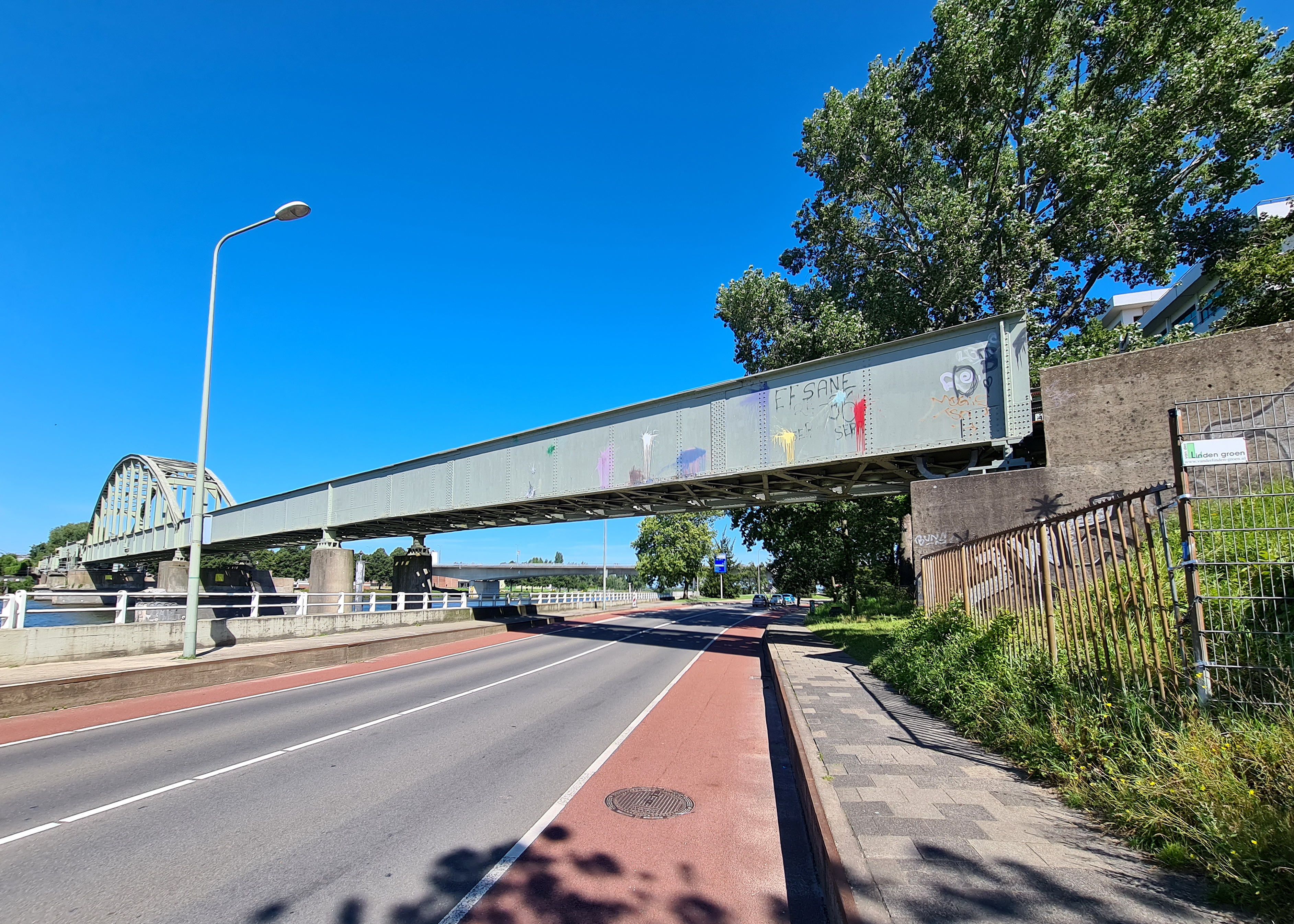
Spoorbrug
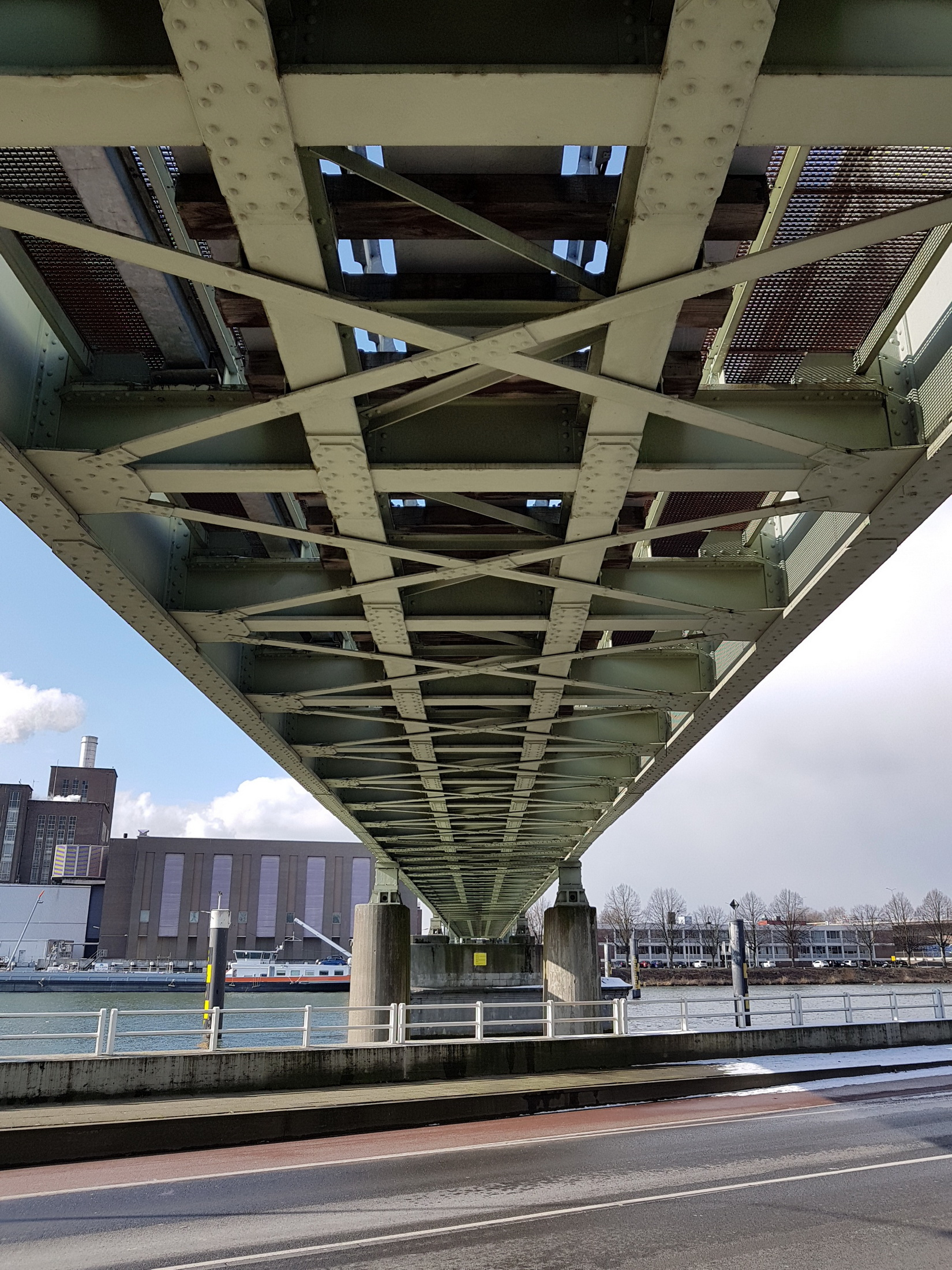
Onderkant Spoorbrug
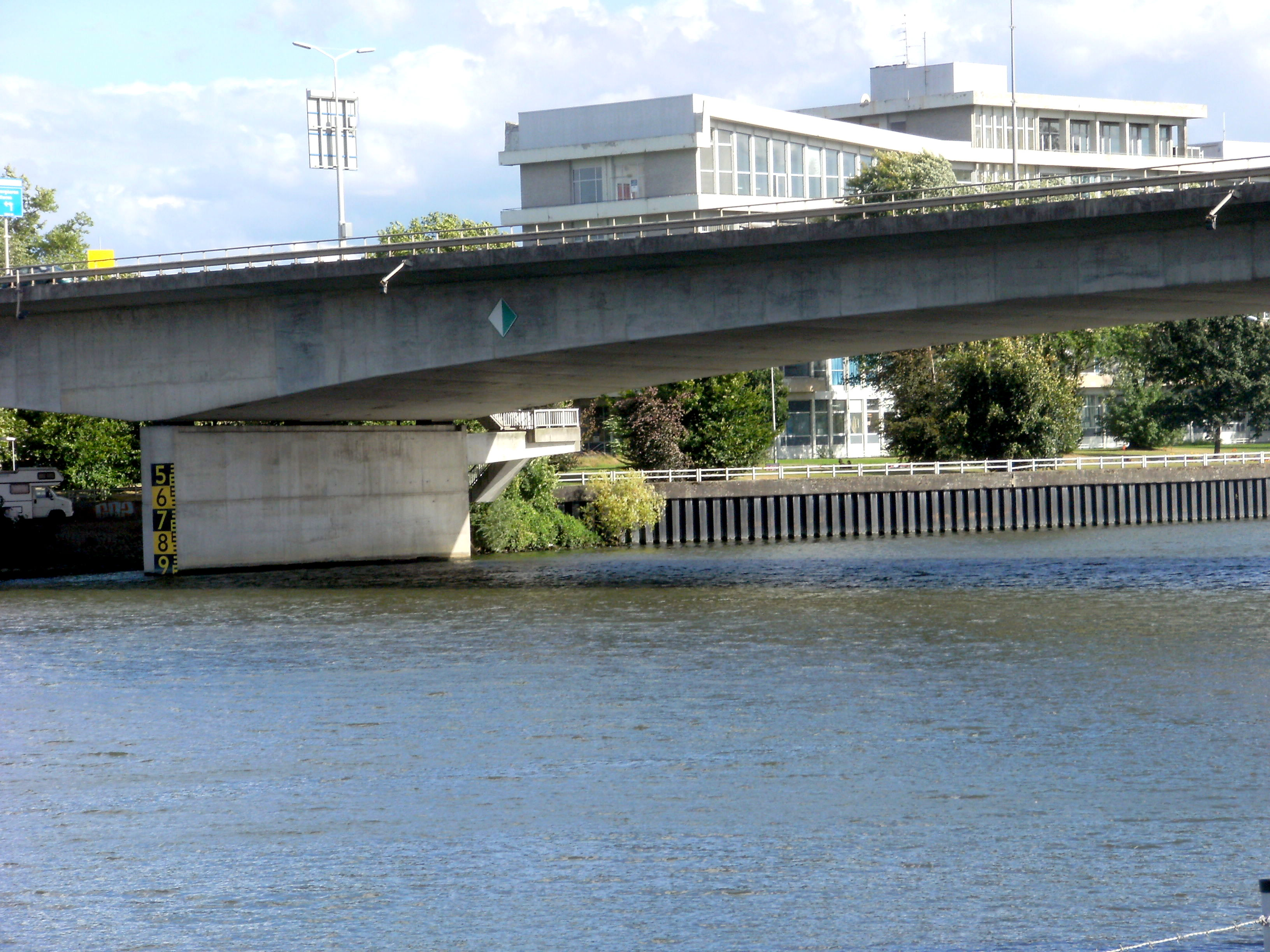
Noorderbrug / AZC

## Wetenswaardigheden
- De opening van de helihaven op de Griend in 1953 had een vroege voorloper. De Franse oorlogsvlieger Albert Duchereux maakte in 1921 vluchten vanaf de Griend. In hetzelfde jaar werd een (vergeefse) poging gedaan om vanaf deze plek een luchtlijn Maastricht-Valkenburg te beginnen.[25]
- De spoorbrug werd in 1922 voorzien van een voetbrug, waarvoor een van de twee sporen werd opgeofferd. De loopbrug was bedoeld voor het woon-werkverkeer tussen de fabrieken en arbeiderswijken op beide oevers.[49]
- Het autoritaire bewind van Zinkwit-directeur Fernand Pisart viel niet in goede aarde bij de fabrieksarbeiders in Maastricht. In de zomer en herfst van 1929 vond de Zinkwitstaking plaats, die geldt als het hoogtepunt van de strijd tussen katholieke en socialistische vakbondsleden in Maastricht.[50]
- Doordat de Franciscus Romanusweg aanvankelijk alleen aan de oostzijde bebouwing kende, loopt de huisnummering door; er is dus geen even of oneven nummering. Toen in de jaren vijftig ook aan de westzijde bebouwing kwam, kreeg die de straatnaam Griend als adres, ook al is de Griend geen straat.